# Tour d'Italie féminin 2011
La 22e édition du Tour d'Italie féminin (Giro Rosa en italien) a lieu du 1 au 10 juillet 2011. La course fait partie du calendrier UCI féminin en catégorie 2.1. Le parcours part de Rome pour se diriger ensuite vers le Nord. La montée du col du Mortirolo constitue le point d'orgue de l'épreuve. La dernière étape est un contre-la-montre plat à San Francesco al Campo.
Marianne Vos remporte la première étape au sprint. Le lendemain, Shara Gillow fait partie de l'échappée et va s'imposer seule dans la montée finale. Elle prend la tête du classement général. Sur la troisième étape, Emma Pooley et Marianne Vos se livre à un premier duel, qui tourne à l'avantage de cette dernière, qui reprend au passage le maillot rose. Ina-Yoko Teutenberg gagne le sprint de la quatrième étape tout en puissance. La cinquième étape est remportée par Nicole Cooke qui résiste seule au retour de peloton. Le lendemain, Marianne Vos gagne le sprint massif. Sur les pentes du Mortirolo, personne ne peut suivre Emma Pooley et Marianne Vos. Cette dernière sort peu avant le sommet avant d'employer ses qualités de descendeuse pour venir s'imposer largement. Le lendemain, la montée finale vers le lac de Cancano voit un nouveau duel entre les deux protagonistes. La Néerlandaise se contente de suivre la Britannique et ne lui dispute pas la victoire. Sur la neuvième étape, le scénario se répète mais Marianne Vos se montre cette fois active et gagne le sprint à deux. Le contre-la-montre final tourne à l'avantage d'Ina-Yoko Teutenberg. Marianne Vos, jamais en difficulté durant la semaine, remporte donc cinq étapes, les classements général, par points et de la montagne. Emma Pooley est logiquement deuxième, Judith Arndt troisième. Elena Berlato est la meilleure jeune et Tatiana Guderzo gagne le classement de la meilleure Italienne.

## Présentation

### Parcours
Le départ est donné de Rome aux alentours des Thermes de Caracalla. L'arrivée est légèrement montante et en pavé. La deuxième étape est vallonnée. La troisième étape présente beaucoup de courtes côtes pentues. S'ensuivent deux étapes destinées aux sprinteuses. La sixième étape arrive à Plaisance, ville natale de la championne du monde Giorgia Bronzini. Le parcours semble lui convenir. La septième étape est la première de montagne. Le légendaire col du Mortirolo est escaladé, mais par le versant sud, nettement plus facile que l'autre. Il est suivi d'une longue descente raide et technique vers Grosotto. C'est la première fois qu'il est emprunté par une course cycliste féminine. La huitième étape est également très difficile avec cette fois-ci une arrivée au sommet aux lacs de Cancano. Le lendemain, le profil monte continuellement jusqu'à Ceresole Reale. Des tunnels sont traversés dans le final. Une évolution du classement général y est possible. Le Tour d'Italie s'achève par un contre-la-montre de seize kilomètres à San Francesco al Campo. Il est plat, mais comporte beaucoup de virages techniques.

### Équipes
| Équipes féminines professionnelles (16)- AA Drink-leontien.nl - Bizkaia-Durango - Colavita Forno d'Asolo - Diadora-Pasta Zara - Garmin-Cervélo - Gauss - Hitec Products-UCK - HTC-Highroad Women - Kleo Ladies - Lotto Honda - Mcipollini-Giordana - Nederland Bloeit - SC Michela Fanini Rox - Top Girls-Fassa Bortolo - Topsport Vlaanderen 2012-Ridley - Vaiano Solaristech Équipe nationale- Pays-Bas |
| |

### Favorites
Il existe beaucoup d'inconnus autour des favorites de ce Tour d'Italie. Il n'y a pas eu de course véritablement montagneuse dans la saison. La vainqueur sortante Mara Abbott est restée principalement aux États-Unis et a peu couru, son niveau de forme est donc incertain. Emma Pooley s'est fracturée la clavicule en début de saison. La principale favorite est néanmoins Marianne Vos qui a quasiment gagné chaque course où a pris le départ cette saison. Ses qualités de descendeuse peuvent lui permettre de compenser son infériorité dans les montées dans l'étape du Mortirolo. Mara Abbott est une autre prétendante grâce à ses qualités de grimpeuse, tout comme Emma Pooley. Judith Arndt est également candidate à la victoire, tout comme Tatiana Guderzo,. À noter que les vainqueurs 2010 et 2009, Claudia Häusler, courent toutes deux pour la formation Diadora-Pasta Zara.

## Étapes
| Étape     | Date      | Villes étapes                 | type                        | Distance (km) | Dénivelé (m) | Vainqueur d'étape   | Leader du classement général |
| --------- | --------- | ----------------------------- | --------------------------- | ------------- | ------------ | ------------------- | ---------------------------- |
| 1re étape | 1 juill.  | Rome – Velletri               | étape de plaine             | 86            | 375 m        | Marianne Vos        | Marianne Vos                 |
| 2e étape  | 2 juill.  | Pescocostanzo – Pescocostanzo | étape de moyenne montagne   | 91            | 1 450 m      | Shara Gillow        | Shara Gillow                 |
| 3e étape  | 3 juill.  | Potenza Picena – Fermo        | étape vallonnée             | 104,3         | 1 220 m      | Marianne Vos        | Marianne Vos                 |
| 4e étape  | 4 juill.  | Forlimpopoli – Forlì          | étape de plaine             | 101           | 250 m        | Ina-Yoko Teutenberg | Marianne Vos                 |
| 5e étape  | 5 juill.  | Altedo – Vérone               | étape de plaine             | 129           | 10 m         | Nicole Cooke        | Marianne Vos                 |
| 6e étape  | 6 juill.  | Fontanellato – Plaisance      | étape de plaine             | 128           | 150 m        | Marianne Vos        | Marianne Vos                 |
| 7e étape  | 7 juill.  | Rovato – Grosotto             | étape de montagne           | 122           | 1 927 m      | Marianne Vos        | Marianne Vos                 |
| 8e étape  | 8 juill.  | Teglio – Valdidentro          | étape de montagne           | 70            | 1 949 m      | Emma Pooley         | Marianne Vos                 |
| 9e étape  | 9 juill.  | Agliè – Ceresole Reale        | étape de montagne           | 114,8         | 1 390 m      | Marianne Vos        | Marianne Vos                 |
| 10e étape | 10 juill. | San Francesco al Campo        | contre-la-montre individuel | 16            | 30 m         | Ina-Yoko Teutenberg | Marianne Vos                 |

## Déroulement de la course

### 1reétape

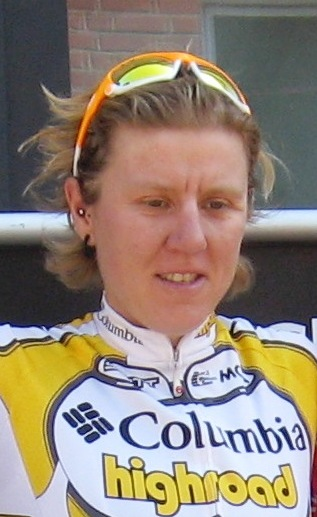
Ina-Yoko Teutenberg en 2009

La météo est certes chaude, mais non caniculaire. La première échappée est constituée de : Valentina Scandolara, Emilia Fahlin et Małgorzata Jasińska. Elles ont une trentaine de secondes d'avance sur le peloton. Dans le final, Olga Zabelinskaïa, Elizabeth Armitstead, Irene van den Broek et Loes Gunnewijk reviennent sur le groupe de tête. Le peloton reprend le groupe immédiatement. Dans le final, Charlotte Becker attaque seule. Deux kilomètres plus loin, elle est rejointe par Marta Bastianelli. Elles sont reprises. Loes Gunnewijk contre avec Rossella Callovi. Marianne Vos mène le sprint de bout en bout le sprint devant Ina-Yoko Teutenberg.
| \| Classement de l'étape \| Classement de l'étape \| Classement de l'étape \| Classement de l'étape \| Classement de l'étape \| \| Coureur \| Coureur \| Pays \| Équipe \| Temps \| \| --------------------- \| --------------------- \| --------------------- \| ----------------------- \| --------------------- \| \| 1re \| Marianne Vos \| Pays-Bas \| Nederland Bloeit \| 2 h 11 min 56 s \| \| 2e \| Ina-Yoko Teutenberg \| Allemagne \| HTC-Highroad Women \| + 1 s \| \| 3e \| Emma Johansson \| Suède \| Hitec Products-UCK \| + 1 s \| \| 4e \| Lizzie Armitstead \| Royaume-Uni \| Garmin-Cervélo \| + 1 s \| \| 5e \| Judith Arndt \| Allemagne \| HTC-Highroad Women \| + 1 s \| \| 6e \| Rossella Callovi \| Italie \| MCipollini-Giordana \| + 1 s \| \| 7e \| Elena Berlato \| Italie \| Top Girls-Fassa Bortolo \| + 1 s \| \| 8e \| Tatiana Guderzo \| Italie \| MCipollini-Giordana \| + 1 s \| \| 9e \| Rasa Leleivytė \| Lituanie \| Vaiano Solaristech \| + 1 s \| \| 10e \| Martine Bras \| Pays-Bas \| Pays-Bas \| + 1 s \| |                     |             |                         |                 |
| |                     |             |                         |                 |
| |                     |             |                         |                 |
| Classement de l'étape |                     |             |                         |                 |
| Coureur | Coureur             | Pays        | Équipe                  | Temps           |
| 1re | Marianne Vos        | Pays-Bas    | Nederland Bloeit        | 2 h 11 min 56 s |
| 2e | Ina-Yoko Teutenberg | Allemagne   | HTC-Highroad Women      | + 1 s           |
| 3e | Emma Johansson      | Suède       | Hitec Products-UCK      | + 1 s           |
| 4e | Lizzie Armitstead   | Royaume-Uni | Garmin-Cervélo          | + 1 s           |
| 5e | Judith Arndt        | Allemagne   | HTC-Highroad Women      | + 1 s           |
| 6e | Rossella Callovi    | Italie      | MCipollini-Giordana     | + 1 s           |
| 7e | Elena Berlato       | Italie      | Top Girls-Fassa Bortolo | + 1 s           |
| 8e | Tatiana Guderzo     | Italie      | MCipollini-Giordana     | + 1 s           |
| 9e | Rasa Leleivytė      | Lituanie    | Vaiano Solaristech      | + 1 s           |
| 10e | Martine Bras        | Pays-Bas    | Pays-Bas                | + 1 s           |

| \| Classement général \| Classement général \| Classement général \| Classement général \| Classement général \| \| Coureur \| Coureur \| Pays \| Équipe \| Temps \| \| ------------------ \| ------------------- \| ------------------ \| ----------------------- \| ------------------ \| \| 1re \| Marianne Vos \| Pays-Bas \| Nederland Bloeit \| 2 h 11 min 46 s \| \| 2e \| Ina-Yoko Teutenberg \| Allemagne \| HTC-Highroad Women \| + 5 s \| \| 3e \| Emma Johansson \| Suède \| Hitec Products-UCK \| + 7 s \| \| 4e \| Lizzie Armitstead \| Royaume-Uni \| Garmin-Cervélo \| + 11 s \| \| 5e \| Judith Arndt \| Allemagne \| HTC-Highroad Women \| + 11 s \| \| 6e \| Rossella Callovi \| Italie \| MCipollini-Giordana \| + 11 s \| \| 7e \| Elena Berlato \| Italie \| Top Girls-Fassa Bortolo \| + 11 s \| \| 8e \| Tatiana Guderzo \| Italie \| MCipollini-Giordana \| + 11 s \| \| 9e \| Rasa Leleivytė \| Lituanie \| Vaiano Solaristech \| + 11 s \| \| 10e \| Martine Bras \| Pays-Bas \| Dolmans Landscaping \| + 11 s \| |                     |             |                         |                 |
| |                     |             |                         |                 |
| |                     |             |                         |                 |
| Classement général |                     |             |                         |                 |
| Coureur | Coureur             | Pays        | Équipe                  | Temps           |
| 1re | Marianne Vos        | Pays-Bas    | Nederland Bloeit        | 2 h 11 min 46 s |
| 2e | Ina-Yoko Teutenberg | Allemagne   | HTC-Highroad Women      | + 5 s           |
| 3e | Emma Johansson      | Suède       | Hitec Products-UCK      | + 7 s           |
| 4e | Lizzie Armitstead   | Royaume-Uni | Garmin-Cervélo          | + 11 s          |
| 5e | Judith Arndt        | Allemagne   | HTC-Highroad Women      | + 11 s          |
| 6e | Rossella Callovi    | Italie      | MCipollini-Giordana     | + 11 s          |
| 7e | Elena Berlato       | Italie      | Top Girls-Fassa Bortolo | + 11 s          |
| 8e | Tatiana Guderzo     | Italie      | MCipollini-Giordana     | + 11 s          |
| 9e | Rasa Leleivytė      | Lituanie    | Vaiano Solaristech      | + 11 s          |
| 10e | Martine Bras        | Pays-Bas    | Dolmans Landscaping     | + 11 s          |

### 2eétape

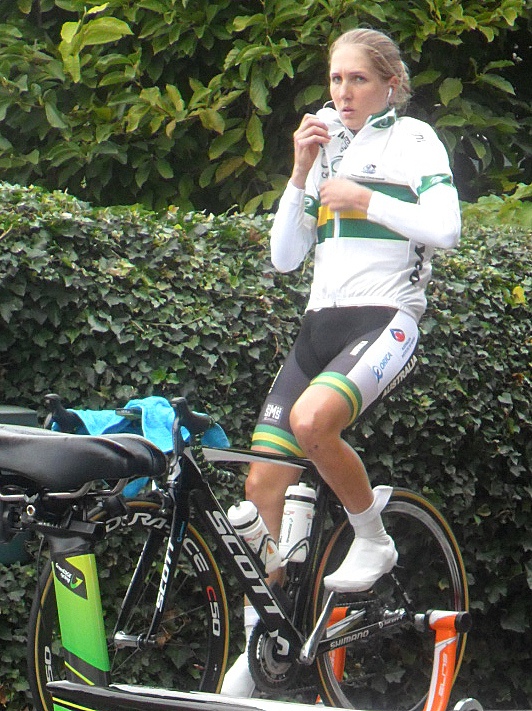
Shara Gillow, ici en 2012

La météo est fraîche. Une échappée de quatorze coureuses se forme en début d'étape. Elle est constituée de : Valentina Scandolara, Christel Ferrier Bruneau, Sylwia Kapusta, Iris Slappendel, Sharon Laws, Linda Villumsen, Chantal Blaak, Grace Verbeke, Ina-Yoko Teutenberg, Patricia Schwager, Andrea Dvorak, Shara Gillow, Elisa Longo Borghini et Rachel Neylan. Scandolara remporte le prix de la montagne. Dans l'ascension, Longo Borghini, Neylan, Schwager, Slappendel et Blaak sont distancées. Dans la descente, Sylwia Kapusta attaque. Seules Shara Gillow et Sharon Laws peuvent la suivre. Ce trio se relaie lors des cinquante kilomètres suivant. Le final est en côte. À deux kilomètres de l'arrivée,Shara Gillow attaque. À cinq-cent mètres de l'arrivée, Sharon Laws lâche Sylwia Kapusta pour finir quelques mètres derrière l'Australienne, qui s'impose. Elle prend également la tête du classement général. Marianne Vos s'est retrouvée esseulée dans le final.
| \| Classement de l'étape \| Classement de l'étape \| Classement de l'étape \| Classement de l'étape \| Classement de l'étape \| \| Coureur \| Coureur \| Pays \| Équipe \| Temps \| \| --------------------- \| ------------------------ \| --------------------- \| ------------------------------- \| --------------------- \| \| 1re \| Shara Gillow \| Australie \| Bizkaia-Durango \| 2 h 37 min 48 s \| \| 2e \| Sharon Laws \| Royaume-Uni \| Garmin-Cervélo \| + 0 s \| \| 3e \| Sylwia Kapusta \| Pologne \| Gauss \| + 10 s \| \| 4e \| Christel Ferrier-Bruneau \| France \| Gauss \| + 46 s \| \| 5e \| Grace Verbeke \| Belgique \| Topsport Vlaanderen 2012-Ridley \| + 48 s \| \| 6e \| Andrea Dvorak \| États-Unis \| Colavita Forno d'Asolo \| + 57 s \| \| 7e \| Ina-Yoko Teutenberg \| Allemagne \| HTC-Highroad Women \| + 1 min 06 s \| \| 8e \| Valentina Scandolara \| Italie \| Gauss \| + 1 min 09 s \| \| 9e \| Linda Villumsen \| Nouvelle-Zélande \| AA Drink-Leontien.nl \| + 1 min 32 s \| \| 10e \| Marianne Vos \| Pays-Bas \| Nederland Bloeit \| + 3 min 18 s \| |                          |                  |                                 |                 |
| |                          |                  |                                 |                 |
| |                          |                  |                                 |                 |
| Classement de l'étape |                          |                  |                                 |                 |
| Coureur | Coureur                  | Pays             | Équipe                          | Temps           |
| 1re | Shara Gillow             | Australie        | Bizkaia-Durango                 | 2 h 37 min 48 s |
| 2e | Sharon Laws              | Royaume-Uni      | Garmin-Cervélo                  | + 0 s           |
| 3e | Sylwia Kapusta           | Pologne          | Gauss                           | + 10 s          |
| 4e | Christel Ferrier-Bruneau | France           | Gauss                           | + 46 s          |
| 5e | Grace Verbeke            | Belgique         | Topsport Vlaanderen 2012-Ridley | + 48 s          |
| 6e | Andrea Dvorak            | États-Unis       | Colavita Forno d'Asolo          | + 57 s          |
| 7e | Ina-Yoko Teutenberg      | Allemagne        | HTC-Highroad Women              | + 1 min 06 s    |
| 8e | Valentina Scandolara     | Italie           | Gauss                           | + 1 min 09 s    |
| 9e | Linda Villumsen          | Nouvelle-Zélande | AA Drink-Leontien.nl            | + 1 min 32 s    |
| 10e | Marianne Vos             | Pays-Bas         | Nederland Bloeit                | + 3 min 18 s    |

| \| Classement général \| Classement général \| Classement général \| Classement général \| Classement général \| \| Coureur \| Coureur \| Pays \| Équipe \| Temps \| \| ------------------ \| ------------------------ \| ------------------ \| ------------------------------- \| ------------------ \| \| 1re \| Shara Gillow \| Australie \| Bizkaia-Durango \| 4 h 49 min 35 s \| \| 2e \| Sharon Laws \| Royaume-Uni \| Garmin-Cervélo \| + 4 s \| \| 3e \| Sylwia Kapusta \| Pologne \| Gauss \| + 16 s \| \| 4e \| Christel Ferrier-Bruneau \| France \| Gauss \| + 56 s \| \| 5e \| Grace Verbeke \| Belgique \| Topsport Vlaanderen 2012-Ridley \| + 58 s \| \| 6e \| Ina-Yoko Teutenberg \| Allemagne \| HTC-Highroad Women \| + 1 min 10 s \| \| 7e \| Andrea Dvorak \| États-Unis \| Colavita Forno d'Asolo \| + 1 min 30 s \| \| 8e \| Linda Villumsen \| Nouvelle-Zélande \| AA Drink-Leontien.nl \| + 1 min 42 s \| \| 9e \| Valentina Scandolara \| Italie \| Gauss \| + 1 min 50 s \| \| 10e \| Marianne Vos \| Pays-Bas \| Nederland Bloeit \| + 3 min 17 s \| |                          |                  |                                 |                 |
| |                          |                  |                                 |                 |
| |                          |                  |                                 |                 |
| Classement général |                          |                  |                                 |                 |
| Coureur | Coureur                  | Pays             | Équipe                          | Temps           |
| 1re | Shara Gillow             | Australie        | Bizkaia-Durango                 | 4 h 49 min 35 s |
| 2e | Sharon Laws              | Royaume-Uni      | Garmin-Cervélo                  | + 4 s           |
| 3e | Sylwia Kapusta           | Pologne          | Gauss                           | + 16 s          |
| 4e | Christel Ferrier-Bruneau | France           | Gauss                           | + 56 s          |
| 5e | Grace Verbeke            | Belgique         | Topsport Vlaanderen 2012-Ridley | + 58 s          |
| 6e | Ina-Yoko Teutenberg      | Allemagne        | HTC-Highroad Women              | + 1 min 10 s    |
| 7e | Andrea Dvorak            | États-Unis       | Colavita Forno d'Asolo          | + 1 min 30 s    |
| 8e | Linda Villumsen          | Nouvelle-Zélande | AA Drink-Leontien.nl            | + 1 min 42 s    |
| 9e | Valentina Scandolara     | Italie           | Gauss                           | + 1 min 50 s    |
| 10e | Marianne Vos             | Pays-Bas         | Nederland Bloeit                | + 3 min 17 s    |

### 3eétape

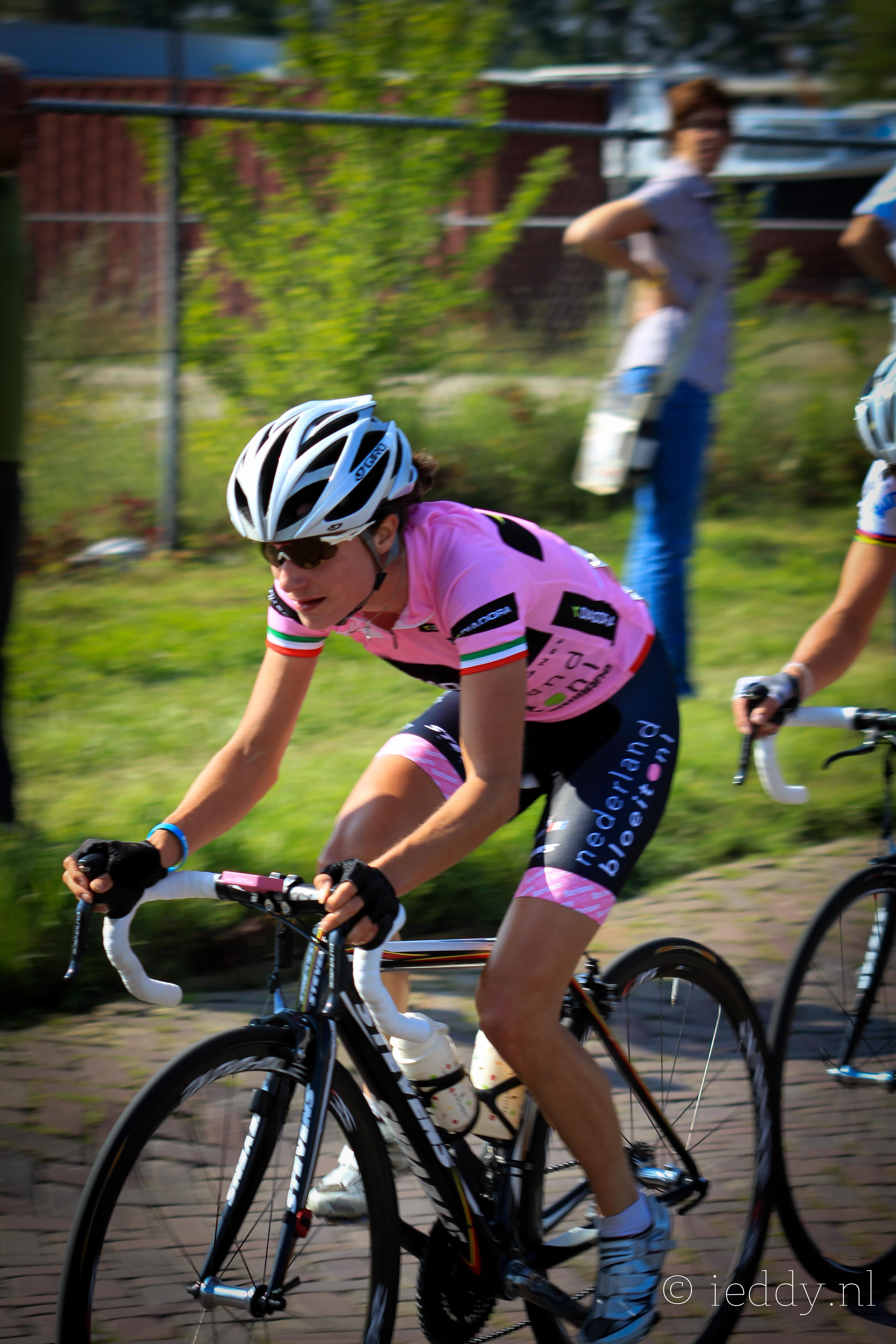
Marianne Vos en 2011

Le début d'étape est calme. À soixante-dix kilomètres de l'arrivée, lors d'un grand-prix de la montagne, Ashleigh Moolman passe en tête. Emma Pooley attaque immédiatement après, mais le peloton est vigilant. Par la suite, Irene van den Broek sort seule, mais est reprise. À une trentaine de kilomètres de l'arrivée, Amanda Miller tente sa chance, elle est contrée par Marianne Vos. Elle est prise en chasse par Emma Pooley. Leur écart grandit rapidement. Marianne Vos profite de la dernière descente dans le final pour distancer la Britannique. Derrière, Emma Johansson sort du groupe de poursuite, mais est reprise. Dans la montée finale, Marianne Vos résiste au retour d'Emma Pooley pour gagner. Elle reprend la tête du classement général.
| \| Classement de l'étape \| Classement de l'étape \| Classement de l'étape \| Classement de l'étape \| Classement de l'étape \| \| Coureur \| Coureur \| Pays \| Équipe \| Temps \| \| --------------------- \| --------------------- \| --------------------- \| --------------------- \| --------------------- \| \| 1re \| Marianne Vos \| Pays-Bas \| Nederland Bloeit \| 2 h 58 min 04 s \| \| 2e \| Emma Pooley \| Royaume-Uni \| Garmin-Cervélo \| + 19 s \| \| 3e \| Judith Arndt \| Allemagne \| HTC-Highroad Women \| + 2 min 50 s \| \| 4e \| Rasa Leleivytė \| Lituanie \| Vaiano Solaristech \| + 2 min 50 s \| \| 5e \| Emma Johansson \| Suède \| Hitec Products-UCK \| + 2 min 50 s \| \| 6e \| Ruth Corset \| Australie \| Bizkaia-Durango \| + 2 min 50 s \| \| 7e \| Tatiana Guderzo \| Italie \| MCipollini-Giordana \| + 2 min 50 s \| \| 8e \| Sylwia Kapusta \| Pologne \| Gauss \| + 2 min 59 s \| \| 9e \| Tatiana Antoshina \| Russie \| Gauss \| + 3 min 12 s \| \| 10e \| Fabiana Luperini \| Italie \| MCipollini-Giordana \| + 3 min 24 s \| |                   |             |                     |                 |
| |                   |             |                     |                 |
| |                   |             |                     |                 |
| Classement de l'étape |                   |             |                     |                 |
| Coureur | Coureur           | Pays        | Équipe              | Temps           |
| 1re | Marianne Vos      | Pays-Bas    | Nederland Bloeit    | 2 h 58 min 04 s |
| 2e | Emma Pooley       | Royaume-Uni | Garmin-Cervélo      | + 19 s          |
| 3e | Judith Arndt      | Allemagne   | HTC-Highroad Women  | + 2 min 50 s    |
| 4e | Rasa Leleivytė    | Lituanie    | Vaiano Solaristech  | + 2 min 50 s    |
| 5e | Emma Johansson    | Suède       | Hitec Products-UCK  | + 2 min 50 s    |
| 6e | Ruth Corset       | Australie   | Bizkaia-Durango     | + 2 min 50 s    |
| 7e | Tatiana Guderzo   | Italie      | MCipollini-Giordana | + 2 min 50 s    |
| 8e | Sylwia Kapusta    | Pologne     | Gauss               | + 2 min 59 s    |
| 9e | Tatiana Antoshina | Russie      | Gauss               | + 3 min 12 s    |
| 10e | Fabiana Luperini  | Italie      | MCipollini-Giordana | + 3 min 24 s    |

| \| Classement général \| Classement général \| Classement général \| Classement général \| Classement général \| \| Coureur \| Coureur \| Pays \| Équipe \| Temps \| \| ------------------ \| ------------------------ \| ------------------ \| ------------------------------- \| ------------------ \| \| 1re \| Marianne Vos \| Pays-Bas \| Nederland Bloeit \| 7 h 50 min 46 s \| \| 2e \| Sylwia Kapusta \| Pologne \| Gauss \| + 8 s \| \| 3e \| Emma Pooley \| Royaume-Uni \| Garmin-Cervélo \| + 36 s \| \| 4e \| Shara Gillow \| Australie \| Bizkaia-Durango \| + 1 min 15 s \| \| 5e \| Sharon Laws \| Royaume-Uni \| Garmin-Cervélo \| + 1 min 19 s \| \| 6e \| Grace Verbeke \| Belgique \| Topsport Vlaanderen 2012-Ridley \| + 2 min 16 s \| \| 7e \| Christel Ferrier-Bruneau \| France \| Gauss \| + 2 min 19 s \| \| 8e \| Judith Arndt \| Allemagne \| HTC-Highroad Women \| + 3 min 07 s \| \| 9e \| Linda Villumsen \| Nouvelle-Zélande \| AA Drink-Leontien.nl \| + 3 min 12 s \| \| 10e \| Emma Johansson \| Suède \| Hitec Products-UCK \| + 3 min 14 s \| |                          |                  |                                 |                 |
| |                          |                  |                                 |                 |
| |                          |                  |                                 |                 |
| Classement général |                          |                  |                                 |                 |
| Coureur | Coureur                  | Pays             | Équipe                          | Temps           |
| 1re | Marianne Vos             | Pays-Bas         | Nederland Bloeit                | 7 h 50 min 46 s |
| 2e | Sylwia Kapusta           | Pologne          | Gauss                           | + 8 s           |
| 3e | Emma Pooley              | Royaume-Uni      | Garmin-Cervélo                  | + 36 s          |
| 4e | Shara Gillow             | Australie        | Bizkaia-Durango                 | + 1 min 15 s    |
| 5e | Sharon Laws              | Royaume-Uni      | Garmin-Cervélo                  | + 1 min 19 s    |
| 6e | Grace Verbeke            | Belgique         | Topsport Vlaanderen 2012-Ridley | + 2 min 16 s    |
| 7e | Christel Ferrier-Bruneau | France           | Gauss                           | + 2 min 19 s    |
| 8e | Judith Arndt             | Allemagne        | HTC-Highroad Women              | + 3 min 07 s    |
| 9e | Linda Villumsen          | Nouvelle-Zélande | AA Drink-Leontien.nl            | + 3 min 12 s    |
| 10e | Emma Johansson           | Suède            | Hitec Products-UCK              | + 3 min 14 s    |

### 4eétape

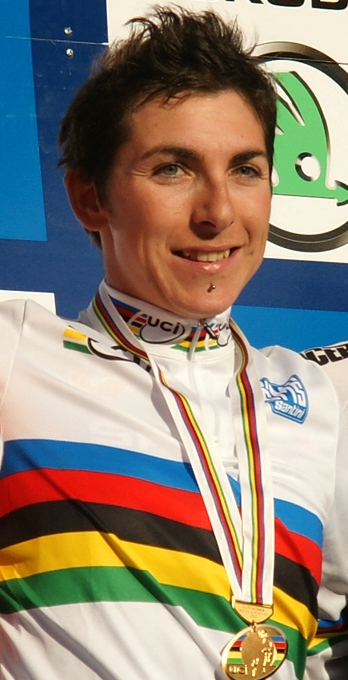
Giorgia Bronzini, aux championnats du monde 2011

La formation HTC contrôle la course. Noemi Cantele, Valentina Carretta et Claudia Häusler sortent en début d'étape, mais sont rapidement reprise. Małgorzata Jasińska et Lise Hafsø Nøstvold attaquent. Elles sont rejointes par Elisa Longo Borghini. Mais un regroupement général a lieu peu après. Elisa Longo Borghini ressort avec Alessandra D'Ettorre sans plus de succès. Martina Růžičková attaque seule. Elle est reprise dans les dix derniers kilomètres. La HTC mène le peloton dans les cinq derniers kilomètres. Ina-Yoko Teutenberg est idéalement lancée et n'est pas remontée par Giorgia Bronzini qui était dans sa roue.
| \| Classement de l'étape \| Classement de l'étape \| Classement de l'étape \| Classement de l'étape \| Classement de l'étape \| \| Coureur \| Coureur \| Pays \| Équipe \| Temps \| \| --------------------- \| --------------------- \| --------------------- \| ---------------------- \| --------------------- \| \| 1re \| Ina-Yoko Teutenberg \| Allemagne \| HTC-Highroad Women \| 1 h 51 min 50 s \| \| 2e \| Giorgia Bronzini \| Italie \| Colavita Forno d'Asolo \| + 0 s \| \| 3e \| Monia Baccaille \| Italie \| MCipollini-Giordana \| + 0 s \| \| 4e \| Emma Johansson \| Suède \| Hitec Products-UCK \| + 0 s \| \| 5e \| Annemiek van Vleuten \| Pays-Bas \| Nederland Bloeit \| + 0 s \| \| 6e \| Martine Bras \| Pays-Bas \| Pays-Bas \| + 0 s \| \| 7e \| Rasa Leleivytė \| Lituanie \| Vaiano Solaristech \| + 0 s \| \| 8e \| Lucy Martin \| Royaume-Uni \| Garmin-Cervélo \| + 0 s \| \| 9e \| Trixi Worrack \| Allemagne \| AA Drink-Leontien.nl \| + 0 s \| \| 10e \| Marianne Vos \| Pays-Bas \| Nederland Bloeit \| + 0 s \| |                      |             |                        |                 |
| |                      |             |                        |                 |
| |                      |             |                        |                 |
| Classement de l'étape |                      |             |                        |                 |
| Coureur | Coureur              | Pays        | Équipe                 | Temps           |
| 1re | Ina-Yoko Teutenberg  | Allemagne   | HTC-Highroad Women     | 1 h 51 min 50 s |
| 2e | Giorgia Bronzini     | Italie      | Colavita Forno d'Asolo | + 0 s           |
| 3e | Monia Baccaille      | Italie      | MCipollini-Giordana    | + 0 s           |
| 4e | Emma Johansson       | Suède       | Hitec Products-UCK     | + 0 s           |
| 5e | Annemiek van Vleuten | Pays-Bas    | Nederland Bloeit       | + 0 s           |
| 6e | Martine Bras         | Pays-Bas    | Pays-Bas               | + 0 s           |
| 7e | Rasa Leleivytė       | Lituanie    | Vaiano Solaristech     | + 0 s           |
| 8e | Lucy Martin          | Royaume-Uni | Garmin-Cervélo         | + 0 s           |
| 9e | Trixi Worrack        | Allemagne   | AA Drink-Leontien.nl   | + 0 s           |
| 10e | Marianne Vos         | Pays-Bas    | Nederland Bloeit       | + 0 s           |

| \| Classement général \| Classement général \| Classement général \| Classement général \| Classement général \| \| Coureur \| Coureur \| Pays \| Équipe \| Temps \| \| ------------------ \| ------------------------ \| ------------------ \| ------------------------------- \| ------------------ \| \| 1re \| Marianne Vos \| Pays-Bas \| Nederland Bloeit \| 9 h 42 min 36 s \| \| 2e \| Sylwia Kapusta \| Pologne \| Gauss \| + 8 s \| \| 3e \| Emma Pooley \| Royaume-Uni \| Garmin-Cervélo \| + 36 s \| \| 4e \| Shara Gillow \| Australie \| Bizkaia-Durango \| + 1 min 15 s \| \| 5e \| Sharon Laws \| Royaume-Uni \| Garmin-Cervélo \| + 1 min 19 s \| \| 6e \| Grace Verbeke \| Belgique \| Topsport Vlaanderen 2012-Ridley \| + 2 min 16 s \| \| 7e \| Christel Ferrier-Bruneau \| France \| Gauss \| + 2 min 19 s \| \| 8e \| Judith Arndt \| Allemagne \| HTC-Highroad Women \| + 3 min 07 s \| \| 9e \| Linda Villumsen \| Nouvelle-Zélande \| AA Drink-Leontien.nl \| + 3 min 12 s \| \| 10e \| Emma Johansson \| Suède \| Hitec Products-UCK \| + 3 min 14 s \| |                          |                  |                                 |                 |
| |                          |                  |                                 |                 |
| |                          |                  |                                 |                 |
| Classement général |                          |                  |                                 |                 |
| Coureur | Coureur                  | Pays             | Équipe                          | Temps           |
| 1re | Marianne Vos             | Pays-Bas         | Nederland Bloeit                | 9 h 42 min 36 s |
| 2e | Sylwia Kapusta           | Pologne          | Gauss                           | + 8 s           |
| 3e | Emma Pooley              | Royaume-Uni      | Garmin-Cervélo                  | + 36 s          |
| 4e | Shara Gillow             | Australie        | Bizkaia-Durango                 | + 1 min 15 s    |
| 5e | Sharon Laws              | Royaume-Uni      | Garmin-Cervélo                  | + 1 min 19 s    |
| 6e | Grace Verbeke            | Belgique         | Topsport Vlaanderen 2012-Ridley | + 2 min 16 s    |
| 7e | Christel Ferrier-Bruneau | France           | Gauss                           | + 2 min 19 s    |
| 8e | Judith Arndt             | Allemagne        | HTC-Highroad Women              | + 3 min 07 s    |
| 9e | Linda Villumsen          | Nouvelle-Zélande | AA Drink-Leontien.nl            | + 3 min 12 s    |
| 10e | Emma Johansson           | Suède            | Hitec Products-UCK              | + 3 min 14 s    |

### 5eétape

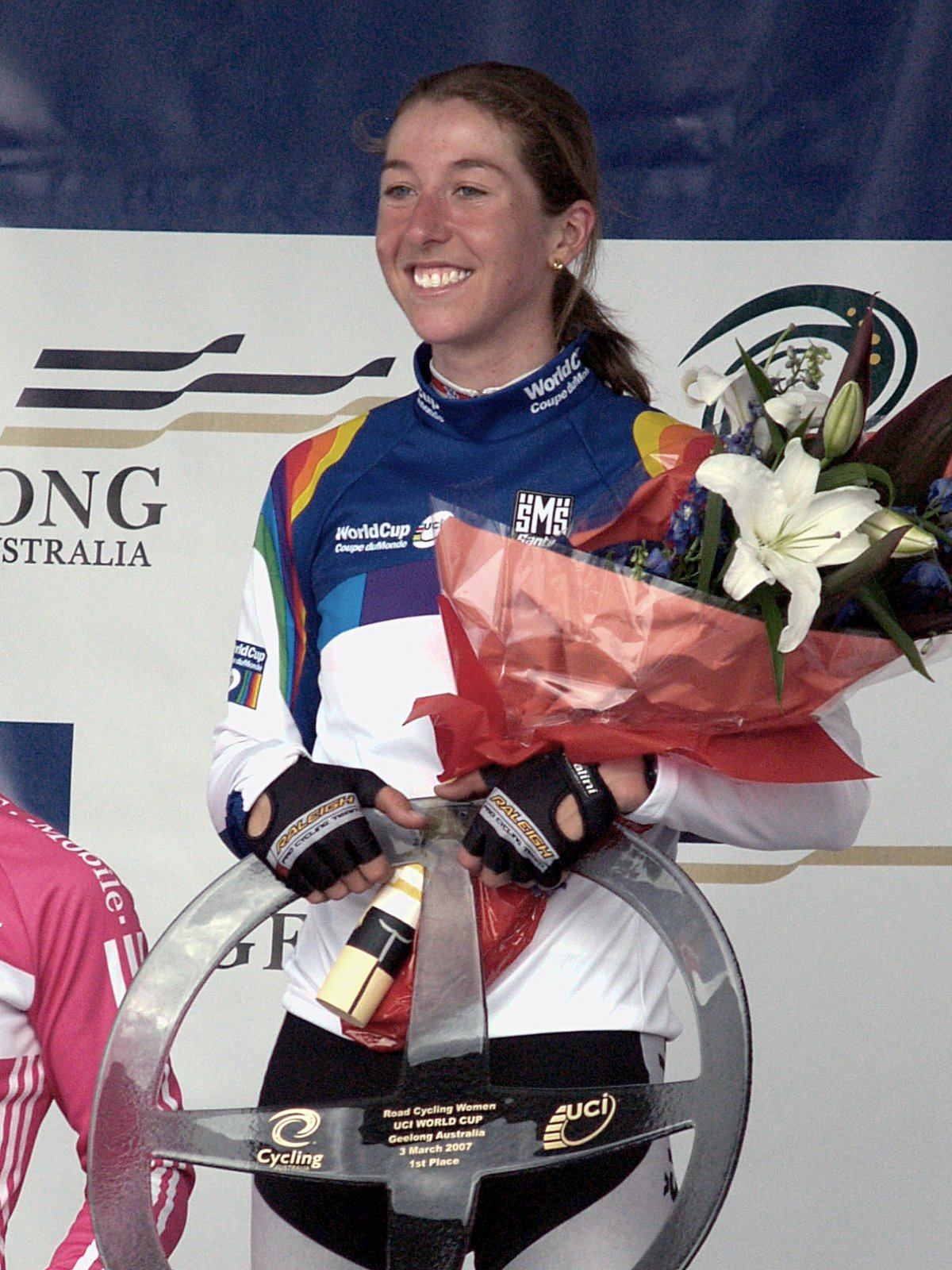
Nicole Cooke, ici en 2007

La première échappée de la journée ne se forme qu'à dix kilomètres de l'arrivée. Elle est constituée de : Nicole Cooke, Sarah Düster, Noortje Tabak, Valentina Scandolara, Marijn de Vries, Tiffany Cromwell, Emilia Fahlin, Gloria Presti, Alessandra D'Ettorre, Andrea Graus et Liesbet de Vocht. Leur avance atteint quarante secondes, quand Valentina Scandolara place une attaque. Elle est contrée par Düster, elle-même suivie puis contrée par Cooke. Celle-ci s'impose avec une marge de quatre secondes sur le peloton réglé par Marianne Vos.
| \| Classement de l'étape \| Classement de l'étape \| Classement de l'étape \| Classement de l'étape \| Classement de l'étape \| \| Coureur \| Coureur \| Pays \| Équipe \| Temps \| \| --------------------- \| --------------------- \| --------------------- \| ---------------------- \| --------------------- \| \| 1re \| Nicole Cooke \| Royaume-Uni \| MCipollini-Giordana \| 3 h 07 min 15 s \| \| 2e \| Marianne Vos \| Pays-Bas \| Nederland Bloeit \| + 4 s \| \| 3e \| Ina-Yoko Teutenberg \| Allemagne \| HTC-Highroad Women \| + 4 s \| \| 4e \| Giorgia Bronzini \| Italie \| Colavita Forno d'Asolo \| + 4 s \| \| 5e \| Julia Martisova \| Russie \| Gauss \| + 4 s \| \| 6e \| Annemiek van Vleuten \| Pays-Bas \| Nederland Bloeit \| + 4 s \| \| 7e \| Eleonora Patuzzo \| Italie \| Diadora-Pasta Zara \| + 4 s \| \| 8e \| Sharon Laws \| Royaume-Uni \| Garmin-Cervélo \| + 4 s \| \| 9e \| Monia Baccaille \| Italie \| MCipollini-Giordana \| + 4 s \| \| 10e \| Davina Summers \| Australie \| Bizkaia-Durango \| + 4 s \| |                      |             |                        |                 |
| |                      |             |                        |                 |
| |                      |             |                        |                 |
| Classement de l'étape |                      |             |                        |                 |
| Coureur | Coureur              | Pays        | Équipe                 | Temps           |
| 1re | Nicole Cooke         | Royaume-Uni | MCipollini-Giordana    | 3 h 07 min 15 s |
| 2e | Marianne Vos         | Pays-Bas    | Nederland Bloeit       | + 4 s           |
| 3e | Ina-Yoko Teutenberg  | Allemagne   | HTC-Highroad Women     | + 4 s           |
| 4e | Giorgia Bronzini     | Italie      | Colavita Forno d'Asolo | + 4 s           |
| 5e | Julia Martisova      | Russie      | Gauss                  | + 4 s           |
| 6e | Annemiek van Vleuten | Pays-Bas    | Nederland Bloeit       | + 4 s           |
| 7e | Eleonora Patuzzo     | Italie      | Diadora-Pasta Zara     | + 4 s           |
| 8e | Sharon Laws          | Royaume-Uni | Garmin-Cervélo         | + 4 s           |
| 9e | Monia Baccaille      | Italie      | MCipollini-Giordana    | + 4 s           |
| 10e | Davina Summers       | Australie   | Bizkaia-Durango        | + 4 s           |

| \| Classement général \| Classement général \| Classement général \| Classement général \| Classement général \| \| Coureur \| Coureur \| Pays \| Équipe \| Temps \| \| ------------------ \| ------------------------ \| ------------------ \| ------------------------------- \| ------------------ \| \| 1re \| Marianne Vos \| Pays-Bas \| Nederland Bloeit \| 12 h 49 min 49 s \| \| 2e \| Sylwia Kapusta \| Pologne \| Gauss \| + 14 s \| \| 3e \| Emma Pooley \| Royaume-Uni \| Garmin-Cervélo \| + 42 s \| \| 4e \| Shara Gillow \| Australie \| Bizkaia-Durango \| + 1 min 21 s \| \| 5e \| Sharon Laws \| Royaume-Uni \| Garmin-Cervélo \| + 1 min 25 s \| \| 6e \| Grace Verbeke \| Belgique \| Topsport Vlaanderen 2012-Ridley \| + 2 min 22 s \| \| 7e \| Christel Ferrier-Bruneau \| France \| Gauss \| + 2 min 25 s \| \| 8e \| Judith Arndt \| Allemagne \| HTC-Highroad Women \| + 3 min 13 s \| \| 9e \| Linda Villumsen \| Nouvelle-Zélande \| AA Drink-Leontien.nl \| + 3 min 18 s \| \| 10e \| Emma Johansson \| Suède \| Hitec Products-UCK \| + 3 min 20 s \| |                          |                  |                                 |                  |
| |                          |                  |                                 |                  |
| |                          |                  |                                 |                  |
| Classement général |                          |                  |                                 |                  |
| Coureur | Coureur                  | Pays             | Équipe                          | Temps            |
| 1re | Marianne Vos             | Pays-Bas         | Nederland Bloeit                | 12 h 49 min 49 s |
| 2e | Sylwia Kapusta           | Pologne          | Gauss                           | + 14 s           |
| 3e | Emma Pooley              | Royaume-Uni      | Garmin-Cervélo                  | + 42 s           |
| 4e | Shara Gillow             | Australie        | Bizkaia-Durango                 | + 1 min 21 s     |
| 5e | Sharon Laws              | Royaume-Uni      | Garmin-Cervélo                  | + 1 min 25 s     |
| 6e | Grace Verbeke            | Belgique         | Topsport Vlaanderen 2012-Ridley | + 2 min 22 s     |
| 7e | Christel Ferrier-Bruneau | France           | Gauss                           | + 2 min 25 s     |
| 8e | Judith Arndt             | Allemagne        | HTC-Highroad Women              | + 3 min 13 s     |
| 9e | Linda Villumsen          | Nouvelle-Zélande | AA Drink-Leontien.nl            | + 3 min 18 s     |
| 10e | Emma Johansson           | Suède            | Hitec Products-UCK              | + 3 min 20 s     |

### 6eétape
Liesbet de Vocht s'échappe la première. Elle est rejointe par Valentina Bastianelli et Esra Tromp. Elles comptent deux minutes d'avance à trente kilomètres de l'arrivée et sont reprises à environ dix kilomètres du but. Au sprint, Marianne Vos s'impose nettement devant Giorgia Bronzini, la locale de l'étape.
| \| Classement de l'étape \| Classement de l'étape \| Classement de l'étape \| Classement de l'étape \| Classement de l'étape \| \| Coureur \| Coureur \| Pays \| Équipe \| Temps \| \| --------------------- \| --------------------- \| --------------------- \| ---------------------- \| --------------------- \| \| 1re \| Marianne Vos \| Pays-Bas \| Nederland Bloeit \| 3 h 14 min 07 s \| \| 2e \| Giorgia Bronzini \| Italie \| Colavita Forno d'Asolo \| + 0 s \| \| 3e \| Ina-Yoko Teutenberg \| Allemagne \| HTC-Highroad Women \| + 0 s \| \| 4e \| Sara Mustonen \| Suède \| Hitec Products-UCK \| + 0 s \| \| 5e \| Martine Bras \| Pays-Bas \| Pays-Bas \| + 0 s \| \| 6e \| Annemiek van Vleuten \| Pays-Bas \| Nederland Bloeit \| + 0 s \| \| 7e \| Julia Martisova \| Russie \| Gauss \| + 0 s \| \| 8e \| Emma Johansson \| Suède \| Hitec Products-UCK \| + 0 s \| \| 9e \| Cherise Willeit \| Afrique du Sud \| Lotto Honda \| + 0 s \| \| 10e \| Annalisa Cucinotta \| Italie \| Kleo Ladies \| + 0 s \| |                      |                |                        |                 |
| |                      |                |                        |                 |
| |                      |                |                        |                 |
| Classement de l'étape |                      |                |                        |                 |
| Coureur | Coureur              | Pays           | Équipe                 | Temps           |
| 1re | Marianne Vos         | Pays-Bas       | Nederland Bloeit       | 3 h 14 min 07 s |
| 2e | Giorgia Bronzini     | Italie         | Colavita Forno d'Asolo | + 0 s           |
| 3e | Ina-Yoko Teutenberg  | Allemagne      | HTC-Highroad Women     | + 0 s           |
| 4e | Sara Mustonen        | Suède          | Hitec Products-UCK     | + 0 s           |
| 5e | Martine Bras         | Pays-Bas       | Pays-Bas               | + 0 s           |
| 6e | Annemiek van Vleuten | Pays-Bas       | Nederland Bloeit       | + 0 s           |
| 7e | Julia Martisova      | Russie         | Gauss                  | + 0 s           |
| 8e | Emma Johansson       | Suède          | Hitec Products-UCK     | + 0 s           |
| 9e | Cherise Willeit      | Afrique du Sud | Lotto Honda            | + 0 s           |
| 10e | Annalisa Cucinotta   | Italie         | Kleo Ladies            | + 0 s           |

| \| Classement général \| Classement général \| Classement général \| Classement général \| Classement général \| \| Coureur \| Coureur \| Pays \| Équipe \| Temps \| \| ------------------ \| ------------------------ \| ------------------ \| ------------------------------- \| ------------------ \| \| 1re \| Marianne Vos \| Pays-Bas \| Nederland Bloeit \| 16 h 03 min 46 s \| \| 2e \| Sylwia Kapusta \| Pologne \| Gauss \| + 24 s \| \| 3e \| Emma Pooley \| Royaume-Uni \| Garmin-Cervélo \| + 52 s \| \| 4e \| Shara Gillow \| Australie \| Bizkaia-Durango \| + 1 min 31 s \| \| 5e \| Sharon Laws \| Royaume-Uni \| Garmin-Cervélo \| + 1 min 35 s \| \| 6e \| Grace Verbeke \| Belgique \| Topsport Vlaanderen 2012-Ridley \| + 2 min 32 s \| \| 7e \| Christel Ferrier-Bruneau \| France \| Gauss \| + 2 min 35 s \| \| 8e \| Judith Arndt \| Allemagne \| HTC-Highroad Women \| + 3 min 23 s \| \| 9e \| Emma Johansson \| Suède \| Hitec Products-UCK \| + 12 min 41 s \| \| 10e \| Mara Abbott \| États-Unis \| Diadora-Pasta Zara \| + 13 min 04 s \| |                          |             |                                 |                  |
| |                          |             |                                 |                  |
| |                          |             |                                 |                  |
| Classement général |                          |             |                                 |                  |
| Coureur | Coureur                  | Pays        | Équipe                          | Temps            |
| 1re | Marianne Vos             | Pays-Bas    | Nederland Bloeit                | 16 h 03 min 46 s |
| 2e | Sylwia Kapusta           | Pologne     | Gauss                           | + 24 s           |
| 3e | Emma Pooley              | Royaume-Uni | Garmin-Cervélo                  | + 52 s           |
| 4e | Shara Gillow             | Australie   | Bizkaia-Durango                 | + 1 min 31 s     |
| 5e | Sharon Laws              | Royaume-Uni | Garmin-Cervélo                  | + 1 min 35 s     |
| 6e | Grace Verbeke            | Belgique    | Topsport Vlaanderen 2012-Ridley | + 2 min 32 s     |
| 7e | Christel Ferrier-Bruneau | France      | Gauss                           | + 2 min 35 s     |
| 8e | Judith Arndt             | Allemagne   | HTC-Highroad Women              | + 3 min 23 s     |
| 9e | Emma Johansson           | Suède       | Hitec Products-UCK              | + 12 min 41 s    |
| 10e | Mara Abbott              | États-Unis  | Diadora-Pasta Zara              | + 13 min 04 s    |

### 7eétape

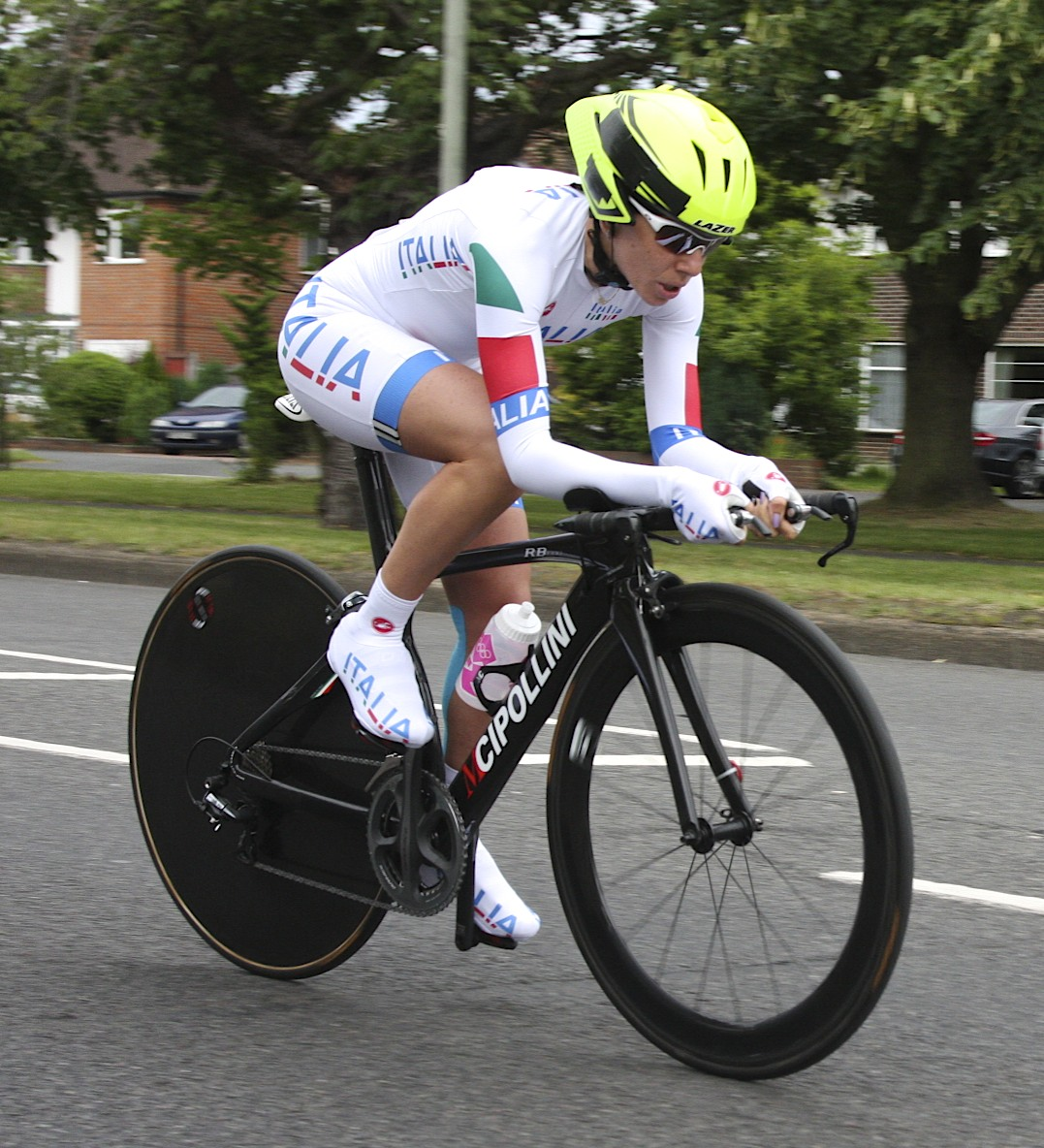
Tatiana Guderzo, ici en contre-la-montre en 2012

Une minute de silence est observée au départ de l'étape à la suite de la mort de Carly Hibberd la veille alors qu'elle s'entraînait dans les environs de Milan. Au kilomètre seize, un groupe de douze coureuses sort. Il comprend : Julia Martisova, Martine Bras, Roxane Knetemann, Lucinda Brand, Chantal Blaak, Ina-Yoko Teutenberg, Francesca Tognali, Nicole Cooke, Sara Mustonen, Ludivine Henrion, Maaike Polspoel et Carla Ryan. Au bout de soixante-quatorze kilomètres, au pied du Mortirolo, leur avance est de six minutes quarante. Rapidement l'échappée se disloque sur ses pentes. Derrière, le peloton en fait de même. Emma Pooley accélère la première. Elle est suivie immédiatement par Marianne Vos. Elles sont reprises. Devant, elles sont trois à résister : Teutenberg, Brand et Ryan. Derrière, elles sont rapidement six : Marianne Vos, Tatiana Guderzo, Judith Arndt, Emma Pooley, Mara Abbott et Ruth Corset. Dans les tout derniers kilomètres de l'ascension, Vos et Pooley sortent. Elles reprennent d'abord Ina-Yoko Teutenberg puis les deux autres dans le dernier kilomètre. Marianne Vos distance Pooley peu avant le sommet, mais celle-ci la reprend plus tard, mais dans la descente la Néerlandaise est nettement meilleure et lâche définitivement la Britannique. Dans la descente, Tatiana Guderzo, Lucinda Brand et Judith Arndt reviennent sur la Britannique. Tatiana Guderzo prend la deuxième place de l'étape, tandis que Brand devance au sprint Arndt. Dans la bataille pour le classement de la meilleure jeune, Rasa Leleivytė chute sans gravité dans la descente du Mortirolo mais doit laisser la tête du classement à Elena Berlato.
| \| Classement de l'étape \| Classement de l'étape \| Classement de l'étape \| Classement de l'étape \| Classement de l'étape \| \| Coureur \| Coureur \| Pays \| Équipe \| Temps \| \| --------------------- \| --------------------- \| --------------------- \| --------------------- \| --------------------- \| \| 1re \| Marianne Vos \| Pays-Bas \| Nederland Bloeit \| 3 h 39 min 00 s \| \| 2e \| Tatiana Guderzo \| Italie \| MCipollini-Giordana \| + 1 min 13 s \| \| 3e \| Lucinda Brand \| Pays-Bas \| AA Drink-Leontien.nl \| + 1 min 21 s \| \| 4e \| Judith Arndt \| Allemagne \| HTC-Highroad Women \| + 1 min 21 s \| \| 5e \| Emma Pooley \| Royaume-Uni \| Garmin-Cervélo \| + 1 min 34 s \| \| 6e \| Carla Ryan \| Australie \| Garmin-Cervélo \| + 3 min 51 s \| \| 7e \| Tatiana Antoshina \| Russie \| Gauss \| + 3 min 51 s \| \| 8e \| Mara Abbott \| États-Unis \| Diadora-Pasta Zara \| + 4 min 29 s \| \| 9e \| Emma Johansson \| Suède \| Hitec Products-UCK \| + 4 min 43 s \| \| 10e \| Claudia Häusler \| Allemagne \| Diadora-Pasta Zara \| + 5 min 06 s \| |                   |             |                      |                 |
| |                   |             |                      |                 |
| |                   |             |                      |                 |
| Classement de l'étape |                   |             |                      |                 |
| Coureur | Coureur           | Pays        | Équipe               | Temps           |
| 1re | Marianne Vos      | Pays-Bas    | Nederland Bloeit     | 3 h 39 min 00 s |
| 2e | Tatiana Guderzo   | Italie      | MCipollini-Giordana  | + 1 min 13 s    |
| 3e | Lucinda Brand     | Pays-Bas    | AA Drink-Leontien.nl | + 1 min 21 s    |
| 4e | Judith Arndt      | Allemagne   | HTC-Highroad Women   | + 1 min 21 s    |
| 5e | Emma Pooley       | Royaume-Uni | Garmin-Cervélo       | + 1 min 34 s    |
| 6e | Carla Ryan        | Australie   | Garmin-Cervélo       | + 3 min 51 s    |
| 7e | Tatiana Antoshina | Russie      | Gauss                | + 3 min 51 s    |
| 8e | Mara Abbott       | États-Unis  | Diadora-Pasta Zara   | + 4 min 29 s    |
| 9e | Emma Johansson    | Suède       | Hitec Products-UCK   | + 4 min 43 s    |
| 10e | Claudia Häusler   | Allemagne   | Diadora-Pasta Zara   | + 5 min 06 s    |

| \| Classement général \| Classement général \| Classement général \| Classement général \| Classement général \| \| Coureur \| Coureur \| Pays \| Équipe \| Temps \| \| ------------------ \| ------------------ \| ------------------ \| ------------------- \| ------------------ \| \| 1re \| Marianne Vos \| Pays-Bas \| Nederland Bloeit \| 19 h 42 min 36 s \| \| 2e \| Emma Pooley \| Royaume-Uni \| Garmin-Cervélo \| + 2 min 36 s \| \| 3e \| Tatiana Guderzo \| Italie \| MCipollini-Giordana \| + 4 min 51 s \| \| 4e \| Judith Arndt \| Allemagne \| HTC-Highroad Women \| + 4 min 54 s \| \| 5e \| Sylwia Kapusta \| Pologne \| Gauss \| + 5 min 40 s \| \| 6e \| Tatiana Antoshina \| Russie \| Gauss \| + 8 min 06 s \| \| 7e \| Shara Gillow \| Australie \| Bizkaia-Durango \| + 8 min 07 s \| \| 8e \| Emma Johansson \| Suède \| Hitec Products-UCK \| + 8 min 23 s \| \| 9e \| Ruth Corset \| Australie \| Bizkaia-Durango \| + 9 min 10 s \| \| 10e \| Mara Abbott \| États-Unis \| Diadora-Pasta Zara \| + 9 min 42 s \| |                   |             |                     |                  |
| |                   |             |                     |                  |
| |                   |             |                     |                  |
| Classement général |                   |             |                     |                  |
| Coureur | Coureur           | Pays        | Équipe              | Temps            |
| 1re | Marianne Vos      | Pays-Bas    | Nederland Bloeit    | 19 h 42 min 36 s |
| 2e | Emma Pooley       | Royaume-Uni | Garmin-Cervélo      | + 2 min 36 s     |
| 3e | Tatiana Guderzo   | Italie      | MCipollini-Giordana | + 4 min 51 s     |
| 4e | Judith Arndt      | Allemagne   | HTC-Highroad Women  | + 4 min 54 s     |
| 5e | Sylwia Kapusta    | Pologne     | Gauss               | + 5 min 40 s     |
| 6e | Tatiana Antoshina | Russie      | Gauss               | + 8 min 06 s     |
| 7e | Shara Gillow      | Australie   | Bizkaia-Durango     | + 8 min 07 s     |
| 8e | Emma Johansson    | Suède       | Hitec Products-UCK  | + 8 min 23 s     |
| 9e | Ruth Corset       | Australie   | Bizkaia-Durango     | + 9 min 10 s     |
| 10e | Mara Abbott       | États-Unis  | Diadora-Pasta Zara  | + 9 min 42 s     |

### 8eétape

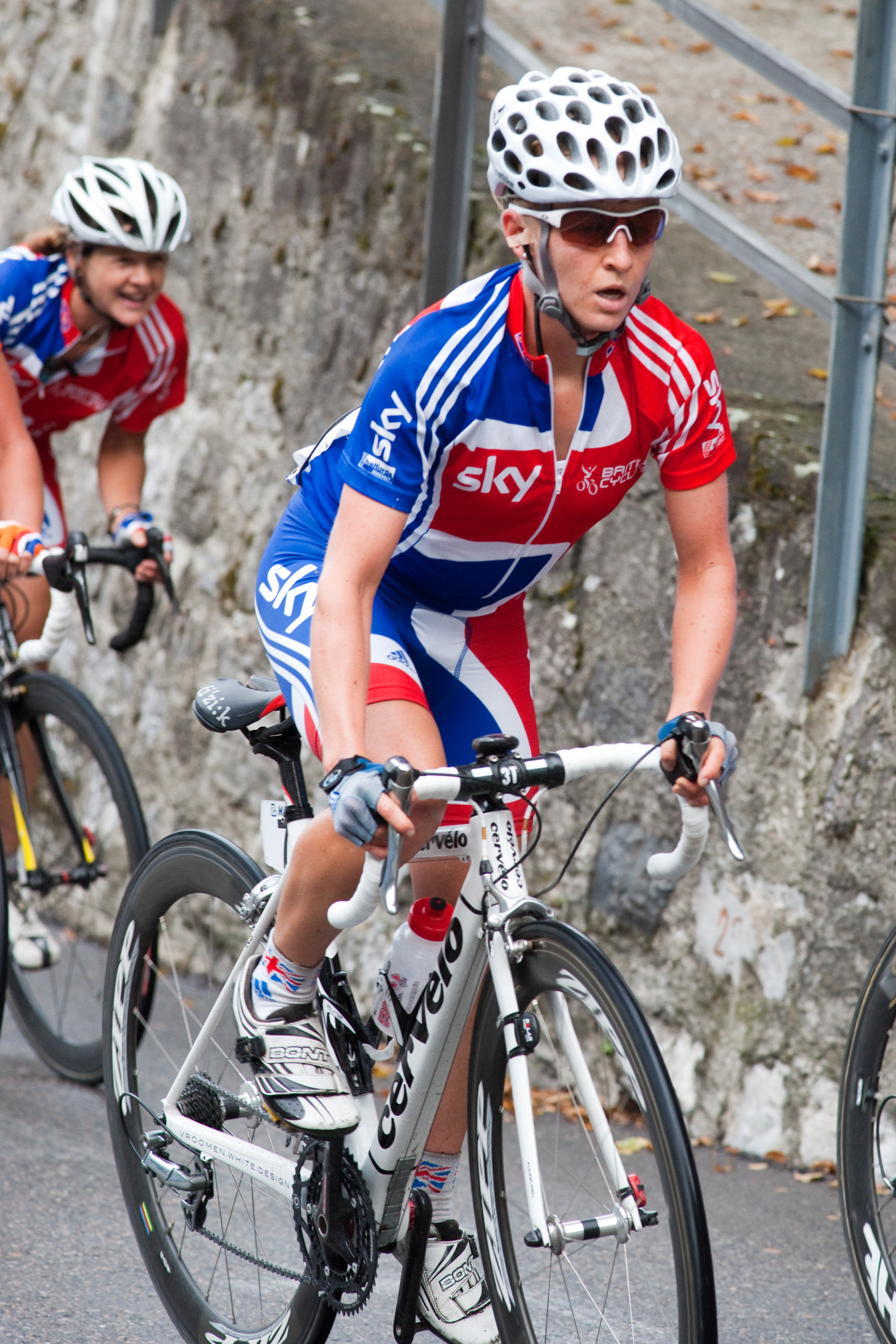
Emma Pooley en 2009

La météo est fraîche. À vingt kilomètres de l'arrivée, dans la montée vers le Motte, Ruth Corset est échappée avec Amanda Miller avec environ trois minutes d'avance. Derrière, Emma Pooley attaque et est suivie par Marianne Vos qui ne la relaie pas. Amanda Miller est lâchée par Ruth Corset avant la montée finale. Dans celle-ci, Ruth Corset est rattrapée puis dépassée par Vos et Pooley. Marianne Vos n'ayant pas participé à l'échappée, elle laisse Emma Pooley remporter l'étape.
| \| Classement de l'étape \| Classement de l'étape \| Classement de l'étape \| Classement de l'étape \| Classement de l'étape \| \| Coureur \| Coureur \| Pays \| Équipe \| Temps \| \| --------------------- \| --------------------- \| --------------------- \| ----------------------- \| --------------------- \| \| 1re \| Emma Pooley \| Royaume-Uni \| Garmin-Cervélo \| 2 h 25 min 45 s \| \| 2e \| Marianne Vos \| Pays-Bas \| Nederland Bloeit \| + 0 s \| \| 3e \| Ruth Corset \| Australie \| Bizkaia-Durango \| + 1 min 29 s \| \| 4e \| Judith Arndt \| Allemagne \| HTC-Highroad Women \| + 2 min 39 s \| \| 5e \| Tatiana Antoshina \| Russie \| Gauss \| + 2 min 49 s \| \| 6e \| Tatiana Guderzo \| Italie \| MCipollini-Giordana \| + 2 min 49 s \| \| 7e \| Mara Abbott \| États-Unis \| Diadora-Pasta Zara \| + 3 min 16 s \| \| 8e \| Emma Johansson \| Suède \| Hitec Products-UCK \| + 4 min 12 s \| \| 9e \| Shara Gillow \| Australie \| Bizkaia-Durango \| + 4 min 14 s \| \| 10e \| Elena Berlato \| Italie \| Top Girls-Fassa Bortolo \| + 4 min 16 s \| |                   |             |                         |                 |
| |                   |             |                         |                 |
| |                   |             |                         |                 |
| Classement de l'étape |                   |             |                         |                 |
| Coureur | Coureur           | Pays        | Équipe                  | Temps           |
| 1re | Emma Pooley       | Royaume-Uni | Garmin-Cervélo          | 2 h 25 min 45 s |
| 2e | Marianne Vos      | Pays-Bas    | Nederland Bloeit        | + 0 s           |
| 3e | Ruth Corset       | Australie   | Bizkaia-Durango         | + 1 min 29 s    |
| 4e | Judith Arndt      | Allemagne   | HTC-Highroad Women      | + 2 min 39 s    |
| 5e | Tatiana Antoshina | Russie      | Gauss                   | + 2 min 49 s    |
| 6e | Tatiana Guderzo   | Italie      | MCipollini-Giordana     | + 2 min 49 s    |
| 7e | Mara Abbott       | États-Unis  | Diadora-Pasta Zara      | + 3 min 16 s    |
| 8e | Emma Johansson    | Suède       | Hitec Products-UCK      | + 4 min 12 s    |
| 9e | Shara Gillow      | Australie   | Bizkaia-Durango         | + 4 min 14 s    |
| 10e | Elena Berlato     | Italie      | Top Girls-Fassa Bortolo | + 4 min 16 s    |

| \| Classement général \| Classement général \| Classement général \| Classement général \| Classement général \| \| Coureur \| Coureur \| Pays \| Équipe \| Temps \| \| ------------------ \| ------------------ \| ------------------ \| ------------------- \| ------------------ \| \| 1re \| Marianne Vos \| Pays-Bas \| Nederland Bloeit \| 22 h 08 min 15 s \| \| 2e \| Emma Pooley \| Royaume-Uni \| Garmin-Cervélo \| + 2 min 32 s \| \| 3e \| Judith Arndt \| Allemagne \| HTC-Highroad Women \| + 7 min 39 s \| \| 4e \| Tatiana Guderzo \| Italie \| MCipollini-Giordana \| + 7 min 46 s \| \| 5e \| Sylwia Kapusta \| Pologne \| Gauss \| + 10 min 07 s \| \| 6e \| Ruth Corset \| Australie \| Bizkaia-Durango \| + 10 min 41 s \| \| 7e \| Tatiana Antoshina \| Russie \| Gauss \| + 11 min 01 s \| \| 8e \| Shara Gillow \| Australie \| Bizkaia-Durango \| + 12 min 27 s \| \| 9e \| Emma Johansson \| Suède \| Hitec Products-UCK \| + 12 min 41 s \| \| 10e \| Mara Abbott \| États-Unis \| Diadora-Pasta Zara \| + 13 min 04 s \| |                   |             |                     |                  |
| |                   |             |                     |                  |
| |                   |             |                     |                  |
| Classement général |                   |             |                     |                  |
| Coureur | Coureur           | Pays        | Équipe              | Temps            |
| 1re | Marianne Vos      | Pays-Bas    | Nederland Bloeit    | 22 h 08 min 15 s |
| 2e | Emma Pooley       | Royaume-Uni | Garmin-Cervélo      | + 2 min 32 s     |
| 3e | Judith Arndt      | Allemagne   | HTC-Highroad Women  | + 7 min 39 s     |
| 4e | Tatiana Guderzo   | Italie      | MCipollini-Giordana | + 7 min 46 s     |
| 5e | Sylwia Kapusta    | Pologne     | Gauss               | + 10 min 07 s    |
| 6e | Ruth Corset       | Australie   | Bizkaia-Durango     | + 10 min 41 s    |
| 7e | Tatiana Antoshina | Russie      | Gauss               | + 11 min 01 s    |
| 8e | Shara Gillow      | Australie   | Bizkaia-Durango     | + 12 min 27 s    |
| 9e | Emma Johansson    | Suède       | Hitec Products-UCK  | + 12 min 41 s    |
| 10e | Mara Abbott       | États-Unis  | Diadora-Pasta Zara  | + 13 min 04 s    |

### 9eétape

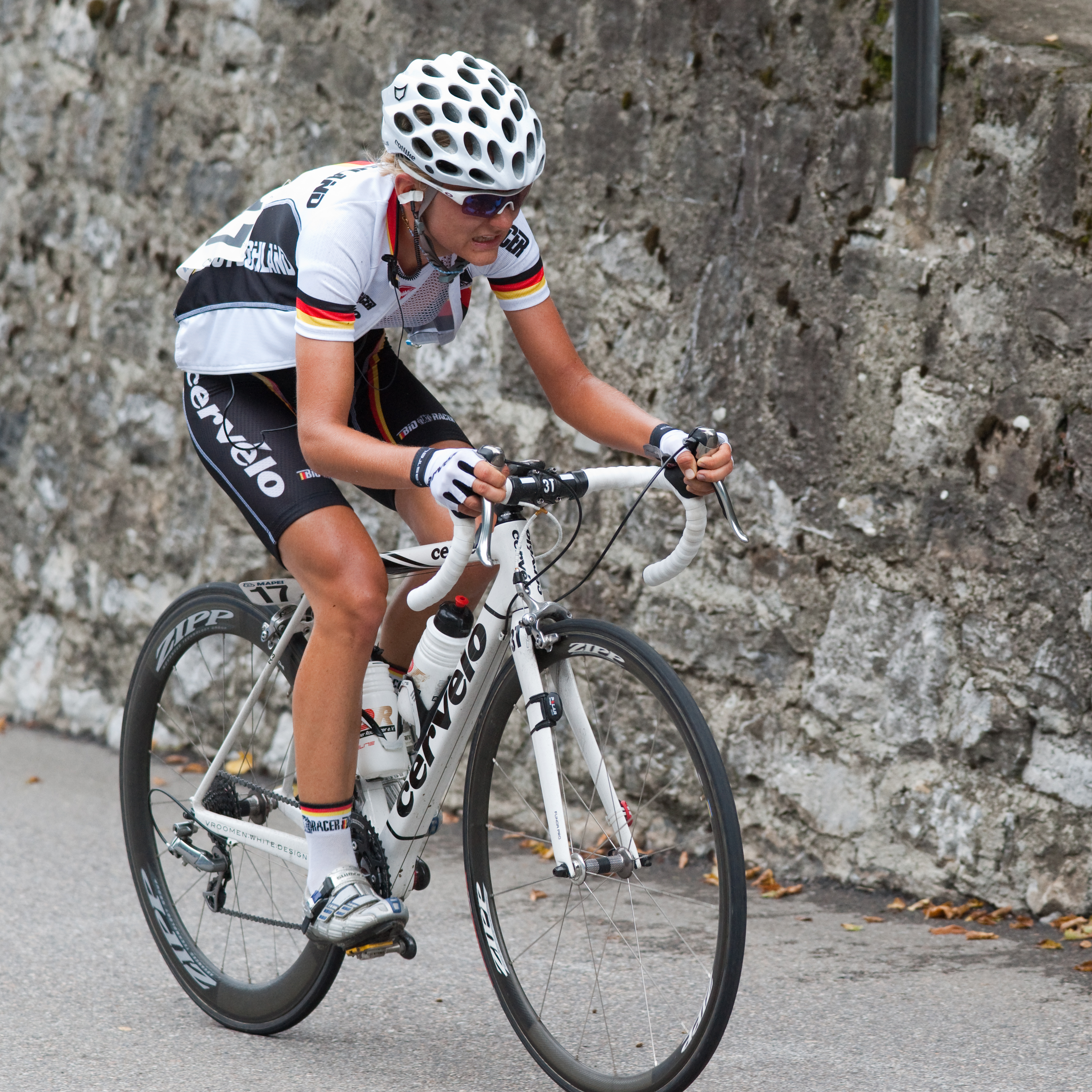
Claudia Häusler en 2009

L'échappée du jour se forme au kilomètre trente-quatre. Elle est composée de : Monia Baccaille, Claudia Häusler, Emma Johansson, Irene van den Broek, Polona Batagelj, Ashleigh Moolman, Sharon Laws, Andrea Dvorak et Amanda Miller. La formation HTC-Highroad mène la chasse. Le groupe de tête compte jusqu'à deux minutes vingt d'avance et entame en tête la montée finale vers Cuorgnè. Claudia Häussler et Emma Johansson distancent leur compagnon d'échappée. En début de montée, Marianne Vos doit changer de vélo. Fabiana Luperini sort du peloton. Plus tard, Claudia Häusler part seule. Emma Pooley sort du peloton et est immédiatement prise en chasse par Marianne Vos qui contre. La Néerlandaise reprend les deux échappées. Quand Emma Pooley est sur le point de faire la jonction, Marianne Vos attaque, mais Pooley revient. Au sprint, Vos s'impose facilement.
| \| Classement de l'étape \| Classement de l'étape \| Classement de l'étape \| Classement de l'étape \| Classement de l'étape \| \| Coureur \| Coureur \| Pays \| Équipe \| Temps \| \| --------------------- \| --------------------- \| --------------------- \| ----------------------- \| --------------------- \| \| 1re \| Marianne Vos \| Pays-Bas \| Nederland Bloeit \| 3 h 12 min 03 s \| \| 2e \| Emma Pooley \| Royaume-Uni \| Garmin-Cervélo \| + 12 s \| \| 3e \| Judith Arndt \| Allemagne \| HTC-Highroad Women \| + 22 s \| \| 4e \| Tatiana Guderzo \| Italie \| MCipollini-Giordana \| + 25 s \| \| 5e \| Mara Abbott \| États-Unis \| Diadora-Pasta Zara \| + 33 s \| \| 6e \| Tatiana Antoshina \| Russie \| Gauss \| + 50 s \| \| 7e \| Ruth Corset \| Australie \| Bizkaia-Durango \| + 57 s \| \| 8e \| Claudia Häusler \| Allemagne \| Diadora-Pasta Zara \| + 1 min 03 s \| \| 9e \| Emma Johansson \| Suède \| Hitec Products-UCK \| + 1 min 33 s \| \| 10e \| Elena Berlato \| Italie \| Top Girls-Fassa Bortolo \| + 1 min 55 s \| |                   |             |                         |                 |
| |                   |             |                         |                 |
| |                   |             |                         |                 |
| Classement de l'étape |                   |             |                         |                 |
| Coureur | Coureur           | Pays        | Équipe                  | Temps           |
| 1re | Marianne Vos      | Pays-Bas    | Nederland Bloeit        | 3 h 12 min 03 s |
| 2e | Emma Pooley       | Royaume-Uni | Garmin-Cervélo          | + 12 s          |
| 3e | Judith Arndt      | Allemagne   | HTC-Highroad Women      | + 22 s          |
| 4e | Tatiana Guderzo   | Italie      | MCipollini-Giordana     | + 25 s          |
| 5e | Mara Abbott       | États-Unis  | Diadora-Pasta Zara      | + 33 s          |
| 6e | Tatiana Antoshina | Russie      | Gauss                   | + 50 s          |
| 7e | Ruth Corset       | Australie   | Bizkaia-Durango         | + 57 s          |
| 8e | Claudia Häusler   | Allemagne   | Diadora-Pasta Zara      | + 1 min 03 s    |
| 9e | Emma Johansson    | Suède       | Hitec Products-UCK      | + 1 min 33 s    |
| 10e | Elena Berlato     | Italie      | Top Girls-Fassa Bortolo | + 1 min 55 s    |

| \| Classement général \| Classement général \| Classement général \| Classement général \| Classement général \| \| Coureur \| Coureur \| Pays \| Équipe \| Temps \| \| ------------------ \| ------------------ \| ------------------ \| ------------------- \| ------------------ \| \| 1re \| Marianne Vos \| Pays-Bas \| Nederland Bloeit \| 25 h 20 min 08 s \| \| 2e \| Emma Pooley \| Royaume-Uni \| Garmin-Cervélo \| + 2 min 48 s \| \| 3e \| Judith Arndt \| Allemagne \| HTC-Highroad Women \| + 8 min 07 s \| \| 4e \| Tatiana Guderzo \| Italie \| MCipollini-Giordana \| + 8 min 21 s \| \| 5e \| Ruth Corset \| Australie \| Bizkaia-Durango \| + 11 min 48 s \| \| 6e \| Tatiana Antoshina \| Russie \| Gauss \| + 12 min 01 s \| \| 7e \| Sylwia Kapusta \| Pologne \| Gauss \| + 12 min 18 s \| \| 8e \| Mara Abbott \| États-Unis \| Diadora-Pasta Zara \| + 13 min 47 s \| \| 9e \| Emma Johansson \| Suède \| Hitec Products-UCK \| + 14 min 20 s \| \| 10e \| Shara Gillow \| Australie \| Bizkaia-Durango \| + 14 min 38 s \| |                   |             |                     |                  |
| |                   |             |                     |                  |
| |                   |             |                     |                  |
| Classement général |                   |             |                     |                  |
| Coureur | Coureur           | Pays        | Équipe              | Temps            |
| 1re | Marianne Vos      | Pays-Bas    | Nederland Bloeit    | 25 h 20 min 08 s |
| 2e | Emma Pooley       | Royaume-Uni | Garmin-Cervélo      | + 2 min 48 s     |
| 3e | Judith Arndt      | Allemagne   | HTC-Highroad Women  | + 8 min 07 s     |
| 4e | Tatiana Guderzo   | Italie      | MCipollini-Giordana | + 8 min 21 s     |
| 5e | Ruth Corset       | Australie   | Bizkaia-Durango     | + 11 min 48 s    |
| 6e | Tatiana Antoshina | Russie      | Gauss               | + 12 min 01 s    |
| 7e | Sylwia Kapusta    | Pologne     | Gauss               | + 12 min 18 s    |
| 8e | Mara Abbott       | États-Unis  | Diadora-Pasta Zara  | + 13 min 47 s    |
| 9e | Emma Johansson    | Suède       | Hitec Products-UCK  | + 14 min 20 s    |
| 10e | Shara Gillow      | Australie   | Bizkaia-Durango     | + 14 min 38 s    |

### 10eétape

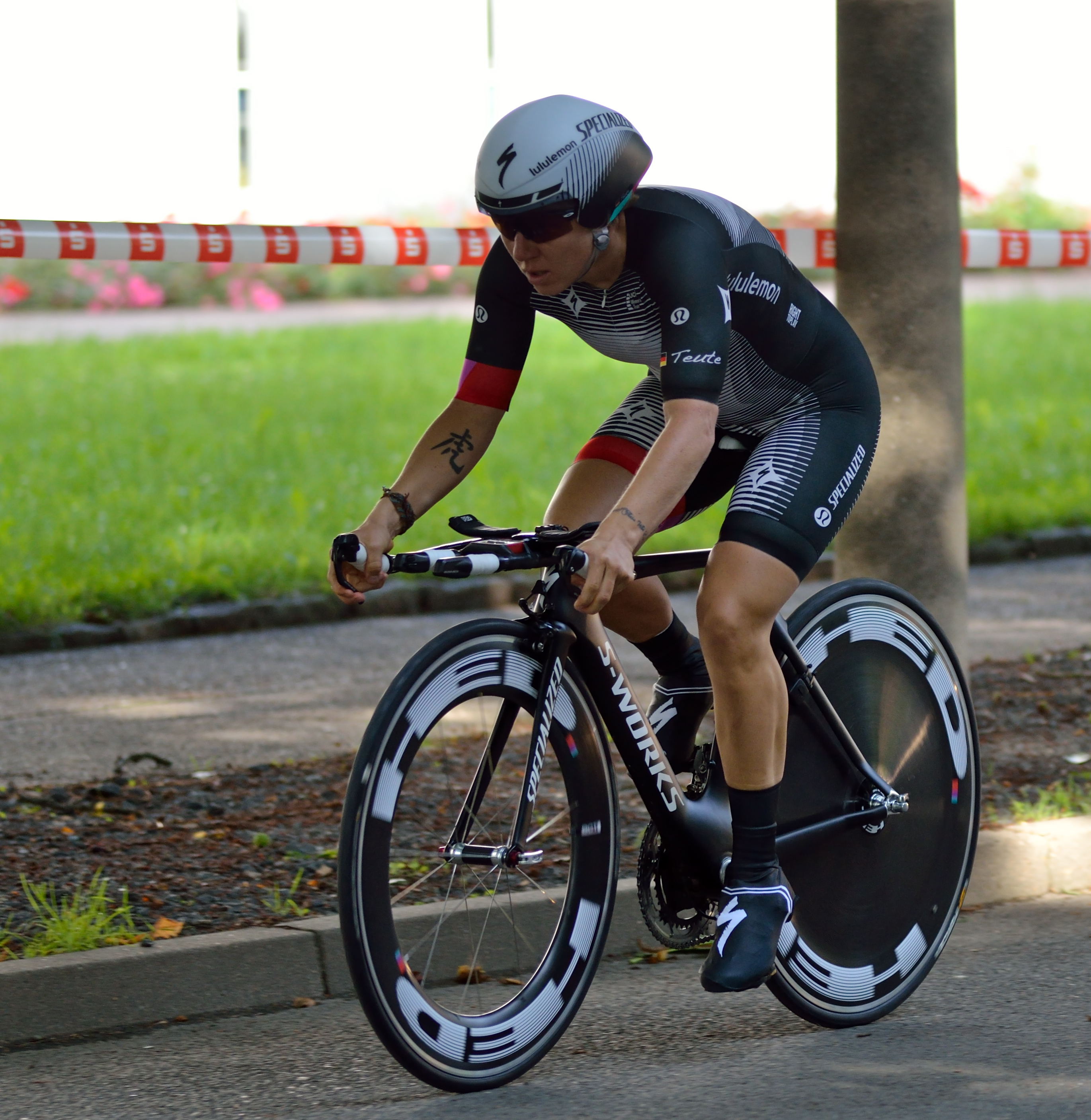
Ina-Yoko Teutenberg sur une vélo de contre-la-montre en 2012

Il fait plus de trente degrés. Le premier temps de référence est réalisé par Ina-Yoko Teutenberg. Les spécialistes Trixi Worrack, Linda Villumsen et Olga Zabelinskaïa sont largement battues. Emma Johansson au contraire réalise un très bon contre-la-montre. Judith Arndt effectue un belle prestation mais est derrière Teutenberg, tout comme Emma Pooley. Marianne Vos crève sur un dos d'âne et doit changer de bicyclette. Malgré cet incident, elle prend la troisième place du contre-la-montre, remporté donc par Ina-Yoko Teutenberg,.
| \| Classement de l'étape \| Classement de l'étape \| Classement de l'étape \| Classement de l'étape \| Classement de l'étape \| \| Coureur \| Coureur \| Pays \| Équipe \| Temps \| \| --------------------- \| --------------------- \| --------------------- \| --------------------- \| --------------------- \| \| 1re \| Ina-Yoko Teutenberg \| Allemagne \| HTC-Highroad Women \| 22 min 17 s \| \| 2e \| Emma Johansson \| Suède \| Hitec Products-UCK \| + 10 s \| \| 3e \| Marianne Vos \| Pays-Bas \| Nederland Bloeit \| + 15 s \| \| 4e \| Judith Arndt \| Allemagne \| HTC-Highroad Women \| + 23 s \| \| 5e \| Ellen van Dijk \| Pays-Bas \| HTC-Highroad Women \| + 30 s \| \| 6e \| Emma Pooley \| Royaume-Uni \| Garmin-Cervélo \| + 43 s \| \| 7e \| Olga Zabelinskaïa \| Russie \| Diadora-Pasta Zara \| + 51 s \| \| 8e \| Evelyn Stevens \| États-Unis \| HTC-Highroad Women \| + 54 s \| \| 9e \| Tatiana Antoshina \| Russie \| Gauss \| + 1 min 00 s \| \| 10e \| Tatiana Guderzo \| Italie \| MCipollini-Giordana \| + 1 min 03 s \| |                     |             |                     |              |
| |                     |             |                     |              |
| |                     |             |                     |              |
| Classement de l'étape |                     |             |                     |              |
| Coureur | Coureur             | Pays        | Équipe              | Temps        |
| 1re | Ina-Yoko Teutenberg | Allemagne   | HTC-Highroad Women  | 22 min 17 s  |
| 2e | Emma Johansson      | Suède       | Hitec Products-UCK  | + 10 s       |
| 3e | Marianne Vos        | Pays-Bas    | Nederland Bloeit    | + 15 s       |
| 4e | Judith Arndt        | Allemagne   | HTC-Highroad Women  | + 23 s       |
| 5e | Ellen van Dijk      | Pays-Bas    | HTC-Highroad Women  | + 30 s       |
| 6e | Emma Pooley         | Royaume-Uni | Garmin-Cervélo      | + 43 s       |
| 7e | Olga Zabelinskaïa   | Russie      | Diadora-Pasta Zara  | + 51 s       |
| 8e | Evelyn Stevens      | États-Unis  | HTC-Highroad Women  | + 54 s       |
| 9e | Tatiana Antoshina   | Russie      | Gauss               | + 1 min 00 s |
| 10e | Tatiana Guderzo     | Italie      | MCipollini-Giordana | + 1 min 03 s |

## Classement général final
| \| Classement général \| Classement général \| Classement général \| Classement général \| Classement général \| \| Coureur \| Coureur \| Pays \| Équipe \| Temps \| \| ------------------ \| ------------------ \| ------------------ \| ------------------- \| ------------------ \| \| 1re \| Marianne Vos \| Pays-Bas \| Nederland Bloeit \| 25 h 42 min 40 s \| \| 2e \| Emma Pooley \| Royaume-Uni \| Garmin-Cervélo \| + 3 min 16 s \| \| 3e \| Judith Arndt \| Allemagne \| HTC-Highroad Women \| + 8 min 15 s \| \| 4e \| Tatiana Guderzo \| Italie \| MCipollini-Giordana \| + 9 min 09 s \| \| 5e \| Tatiana Antoshina \| Russie \| Gauss \| + 12 min 46 s \| \| 6e \| Ruth Corset \| Australie \| Bizkaia-Durango \| + 12 min 58 s \| \| 7e \| Emma Johansson \| Suède \| Hitec Products-UCK \| + 14 min 15 s \| \| 8e \| Sylwia Kapusta \| Pologne \| Gauss \| + 14 min 26 s \| \| 9e \| Shara Gillow \| Australie \| Bizkaia-Durango \| + 15 min 48 s \| \| 10e \| Mara Abbott \| États-Unis \| Diadora-Pasta Zara \| + 16 min 29 s \| |                   |             |                     |                  |
| |                   |             |                     |                  |
| |                   |             |                     |                  |
| Classement général |                   |             |                     |                  |
| Coureur | Coureur           | Pays        | Équipe              | Temps            |
| 1re | Marianne Vos      | Pays-Bas    | Nederland Bloeit    | 25 h 42 min 40 s |
| 2e | Emma Pooley       | Royaume-Uni | Garmin-Cervélo      | + 3 min 16 s     |
| 3e | Judith Arndt      | Allemagne   | HTC-Highroad Women  | + 8 min 15 s     |
| 4e | Tatiana Guderzo   | Italie      | MCipollini-Giordana | + 9 min 09 s     |
| 5e | Tatiana Antoshina | Russie      | Gauss               | + 12 min 46 s    |
| 6e | Ruth Corset       | Australie   | Bizkaia-Durango     | + 12 min 58 s    |
| 7e | Emma Johansson    | Suède       | Hitec Products-UCK  | + 14 min 15 s    |
| 8e | Sylwia Kapusta    | Pologne     | Gauss               | + 14 min 26 s    |
| 9e | Shara Gillow      | Australie   | Bizkaia-Durango     | + 15 min 48 s    |
| 10e | Mara Abbott       | États-Unis  | Diadora-Pasta Zara  | + 16 min 29 s    |

### Points UCI
| Position           | 1er | 2e | 3e | 4e | 5e | 6e | 7e | 8e | 9e | 10e | 11e | 12e |
| Classement général | 80  | 56 | 32 | 24 | 20 | 16 | 12 | 8  | 7  | 6   | 5   | 3   |
| Par étape          | 16  | 11 | 6  | 5  | 4  | 2  |    |    |    |     |     |     |
| Leader, par étape  | 8   |    |    |    |    |    |    |    |    |     |     |     |

## Classements annexes
| Classement par points | Classement par points | Classement par points | Classement par points  | Classement par points |
| Coureur               | Coureur               | Pays                  | Équipe                 | Points                |
| --------------------- | --------------------- | --------------------- | ---------------------- | --------------------- |
| 1re                   | Marianne Vos          | Pays-Bas              | Nederland Bloeit       | 111 pts               |
| 2e                    | Ina-Yoko Teutenberg   | Allemagne             | HTC-Highroad Women     | 66 pts                |
| 3e                    | Emma Pooley           | Royaume-Uni           | Garmin-Cervélo         | 50 pts                |
| 4e                    | Judith Arndt          | Allemagne             | HTC-Highroad Women     | 50 pts                |
| 5e                    | Emma Johansson        | Suède                 | Hitec Products-UCK     | 46 pts                |
| 6e                    | Tatiana Guderzo       | Italie                | MCipollini-Giordana    | 33 pts                |
| 7e                    | Giorgia Bronzini      | Italie                | Colavita Forno d'Asolo | 32 pts                |
| 8e                    | Tatiana Antoshina     | Russie                | Gauss                  | 19 pts                |
| 9e                    | Ruth Corset           | Australie             | Bizkaia-Durango        | 19 pts                |
| 10e                   | Shara Gillow          | Australie             | Bizkaia-Durango        | 17 pts                |

| Classement par points | Classement par points | Classement par points | Classement par points  | Classement par points |
| Coureur               | Coureur               | Pays                  | Équipe                 | Points                |
| --------------------- | --------------------- | --------------------- | ---------------------- | --------------------- |
| 1re                   | Marianne Vos          | Pays-Bas              | Nederland Bloeit       | 111 pts               |
| 2e                    | Ina-Yoko Teutenberg   | Allemagne             | HTC-Highroad Women     | 66 pts                |
| 3e                    | Emma Pooley           | Royaume-Uni           | Garmin-Cervélo         | 50 pts                |
| 4e                    | Judith Arndt          | Allemagne             | HTC-Highroad Women     | 50 pts                |
| 5e                    | Emma Johansson        | Suède                 | Hitec Products-UCK     | 46 pts                |
| 6e                    | Tatiana Guderzo       | Italie                | MCipollini-Giordana    | 33 pts                |
| 7e                    | Giorgia Bronzini      | Italie                | Colavita Forno d'Asolo | 32 pts                |
| 8e                    | Tatiana Antoshina     | Russie                | Gauss                  | 19 pts                |
| 9e                    | Ruth Corset           | Australie             | Bizkaia-Durango        | 19 pts                |
| 10e                   | Shara Gillow          | Australie             | Bizkaia-Durango        | 17 pts                |

| Classement de la montagne | Classement de la montagne | Classement de la montagne | Classement de la montagne | Classement de la montagne |
| Coureur                   | Coureur                   | Pays                      | Équipe                    | Points                    |
| ------------------------- | ------------------------- | ------------------------- | ------------------------- | ------------------------- |
| 1re                       | Marianne Vos              | Pays-Bas                  | Nederland Bloeit          | 54 pts                    |
| 2e                        | Emma Pooley               | Royaume-Uni               | Garmin-Cervélo            | 53 pts                    |
| 3e                        | Judith Arndt              | Allemagne                 | HTC-Highroad Women        | 22 pts                    |
| 4e                        | Ruth Corset               | Australie                 | Bizkaia-Durango           | 16 pts                    |
| 5e                        | Tatiana Guderzo           | Italie                    | MCipollini-Giordana       | 15 pts                    |
| 6e                        | Ashleigh Moolman          | Afrique du Sud            | Lotto Honda               | 14 pts                    |
| 7e                        | Andrea Dvorak             | États-Unis                | Colavita Forno d'Asolo    | 13 pts                    |
| 8e                        | Sharon Laws               | Royaume-Uni               | Garmin-Cervélo            | 8 pts                     |
| 9e                        | Evelyn Stevens            | États-Unis                | HTC-Highroad Women        | 7 pts                     |
| 10e                       | Tatiana Antoshina         | Russie                    | Gauss                     | 5 pts                     |

| Classement de la montagne | Classement de la montagne | Classement de la montagne | Classement de la montagne | Classement de la montagne |
| Coureur                   | Coureur                   | Pays                      | Équipe                    | Points                    |
| ------------------------- | ------------------------- | ------------------------- | ------------------------- | ------------------------- |
| 1re                       | Marianne Vos              | Pays-Bas                  | Nederland Bloeit          | 54 pts                    |
| 2e                        | Emma Pooley               | Royaume-Uni               | Garmin-Cervélo            | 53 pts                    |
| 3e                        | Judith Arndt              | Allemagne                 | HTC-Highroad Women        | 22 pts                    |
| 4e                        | Ruth Corset               | Australie                 | Bizkaia-Durango           | 16 pts                    |
| 5e                        | Tatiana Guderzo           | Italie                    | MCipollini-Giordana       | 15 pts                    |
| 6e                        | Ashleigh Moolman          | Afrique du Sud            | Lotto Honda               | 14 pts                    |
| 7e                        | Andrea Dvorak             | États-Unis                | Colavita Forno d'Asolo    | 13 pts                    |
| 8e                        | Sharon Laws               | Royaume-Uni               | Garmin-Cervélo            | 8 pts                     |
| 9e                        | Evelyn Stevens            | États-Unis                | HTC-Highroad Women        | 7 pts                     |
| 10e                       | Tatiana Antoshina         | Russie                    | Gauss                     | 5 pts                     |

| Classement du meilleur jeune | Classement du meilleur jeune | Classement du meilleur jeune | Classement du meilleur jeune    | Classement du meilleur jeune |
| Coureur                      | Coureur                      | Pays                         | Équipe                          | Temps                        |
| ---------------------------- | ---------------------------- | ---------------------------- | ------------------------------- | ---------------------------- |
| 1re                          | Elena Berlato                | Italie                       | Top Girls-Fassa Bortolo         | 26 h 00 min 48 s             |
| 2e                           | Daphny van den Brand         | Pays-Bas                     |                                 | + 6 min 59 s                 |
| 3e                           | Elisa Longo Borghini         | Italie                       | Top Girls-Fassa Bortolo         | + 10 min 29 s                |
| 4e                           | Polona Batagelj              | Slovénie                     | Bizkaia-Durango                 | + 14 min 51 s                |
| 5e                           | Tetyana Riabchenko           | Ukraine                      | Colavita Forno d'Asolo          | + 22 min 51 s                |
| 6e                           | Valentina Carretta           | Italie                       | Top Girls-Fassa Bortolo         | + 28 min 53 s                |
| 7e                           | Jessie Daams                 | Belgique                     | Garmin-Cervélo                  | + 28 min 55 s                |
| 8e                           | Rasa Leleivytė               | Lituanie                     | Vaiano Solaristech              | + 30 min 38 s                |
| 9e                           | Maaike Polspoel              | Belgique                     | Topsport Vlaanderen 2012-Ridley | + 37 min 21 s                |
| 10e                          | Cherise Willeit              | Afrique du Sud               | Lotto Honda                     | + 39 min 52 s                |

| Classement du meilleur jeune | Classement du meilleur jeune | Classement du meilleur jeune | Classement du meilleur jeune    | Classement du meilleur jeune |
| Coureur                      | Coureur                      | Pays                         | Équipe                          | Temps                        |
| ---------------------------- | ---------------------------- | ---------------------------- | ------------------------------- | ---------------------------- |
| 1re                          | Elena Berlato                | Italie                       | Top Girls-Fassa Bortolo         | 26 h 00 min 48 s             |
| 2e                           | Daphny van den Brand         | Pays-Bas                     |                                 | + 6 min 59 s                 |
| 3e                           | Elisa Longo Borghini         | Italie                       | Top Girls-Fassa Bortolo         | + 10 min 29 s                |
| 4e                           | Polona Batagelj              | Slovénie                     | Bizkaia-Durango                 | + 14 min 51 s                |
| 5e                           | Tetyana Riabchenko           | Ukraine                      | Colavita Forno d'Asolo          | + 22 min 51 s                |
| 6e                           | Valentina Carretta           | Italie                       | Top Girls-Fassa Bortolo         | + 28 min 53 s                |
| 7e                           | Jessie Daams                 | Belgique                     | Garmin-Cervélo                  | + 28 min 55 s                |
| 8e                           | Rasa Leleivytė               | Lituanie                     | Vaiano Solaristech              | + 30 min 38 s                |
| 9e                           | Maaike Polspoel              | Belgique                     | Topsport Vlaanderen 2012-Ridley | + 37 min 21 s                |
| 10e                          | Cherise Willeit              | Afrique du Sud               | Lotto Honda                     | + 39 min 52 s                |

| Classement de la meilleure Italienne | Classement de la meilleure Italienne | Classement de la meilleure Italienne | Classement de la meilleure Italienne | Classement de la meilleure Italienne |
|                                      | Coureur                              | Pays                                 | Équipe                               | Temps                                |
| ------------------------------------ | ------------------------------------ | ------------------------------------ | ------------------------------------ | ------------------------------------ |
| 1er                                  | Tatiana Guderzo                      | Italie                               | MCipollini                           | en 25 h 51 min 49 s                  |
| 2e                                   | Elena Berlato                        | Italie                               | Top Girls Fassa Bortolo              | + 8 min 59 s                         |
| 3e                                   | Fabiana Luperini                     | Italie                               | MCipollini                           | + 11 min 19 s                        |
| modifier                             |                                      |                                      |                                      |                                      |

## Évolution des classements
| Étape              |                             | Vainqueur _         | Classement général | Classement par points | Meilleur grimpeur    | Meilleur jeune       | Nationalité          |
| ------------------ | --------------------------- | ------------------- | ------------------ | --------------------- | -------------------- | -------------------- | -------------------- |
| 1re étape          | étape de plaine             | Marianne Vos        | Marianne Vos       | Marianne Vos          | Valentina Scandolara | Lizzie Armitstead    | Rossella Callovi     |
| 2e étape           | étape de moyenne montagne   | Shara Gillow        | Shara Gillow       | Marianne Vos          | Valentina Scandolara | Valentina Scandolara | Valentina Scandolara |
| 3e étape           | étape vallonnée             | Marianne Vos        | Marianne Vos       | Marianne Vos          | Marianne Vos         | Rasa Leleivytė       | Tatiana Guderzo      |
| 4e étape           | étape de plaine             | Ina-Yoko Teutenberg | Marianne Vos       | Marianne Vos          | Marianne Vos         | Rasa Leleivytė       | Tatiana Guderzo      |
| 5e étape           | étape de plaine             | Nicole Cooke        | Marianne Vos       | Marianne Vos          | Marianne Vos         | Rasa Leleivytė       | Tatiana Guderzo      |
| 6e étape           | étape de plaine             | Marianne Vos        | Marianne Vos       | Marianne Vos          | Marianne Vos         | Rasa Leleivytė       | Tatiana Guderzo      |
| 7e étape           | étape de montagne           | Marianne Vos        | Marianne Vos       | Marianne Vos          | Marianne Vos         | Elena Berlato        | Tatiana Guderzo      |
| 8e étape           | étape de montagne           | Emma Pooley         | Marianne Vos       | Marianne Vos          | Emma Pooley          | Elena Berlato        | Tatiana Guderzo      |
| 9e étape           | étape de montagne           | Marianne Vos        | Marianne Vos       | Marianne Vos          | Marianne Vos         | Elena Berlato        | Tatiana Guderzo      |
| 10e étape          | contre-la-montre individuel | Ina-Yoko Teutenberg | Marianne Vos       | Marianne Vos          | Marianne Vos         | Elena Berlato        | Tatiana Guderzo      |
| Classements finals | Classements finals          |                     | Marianne Vos       | Marianne Vos          | Marianne Vos         | Elena Berlato        | Tatiana Guderzo      |

## Liste des participantes
| Diadora-Pasta Zara DPZ | Diadora-Pasta Zara DPZ  | Diadora-Pasta Zara DPZ |
| ---------------------- | ----------------------- | ---------------------- |
| Num                    | Coureur                 | Pos                    |
| 1                      | Mara Abbott (USA)       | 10e                    |
| 2                      | Claudia Häusler (GER)   | 16e                    |
| 3                      | Inga Čilvinaitė (LTU)   | 63e                    |
| 4                      | Rachel Neylan (AUS)     | AB-10                  |
| 5                      | Shelley Olds (USA)      | AB-3                   |
| 6                      | Eleonora Patuzzo (ITA)  | 78e                    |
| 7                      | Amber Pierce (USA)      | 72e                    |
| 8                      | Olga Zabelinskaïa (RUS) | 14e                    |

| Nederland Bloeit NLB | Nederland Bloeit NLB                 | Nederland Bloeit NLB |
| -------------------- | ------------------------------------ | -------------------- |
| Num                  | Coureur                              | Pos                  |
| 11                   | Sarah Düster (GER)                   | 92e                  |
| 12                   | Émilie Aubry (SUI)                   | 84e                  |
| 13                   | Patricia Schwager (SUI)              | 54e                  |
| 14                   | Noortje Tabak (NED)                  | 50e                  |
| 15                   | Loes Gunnewijk (NED)                 | 51e                  |
| 16                   | Annemiek van Vleuten (NED)           | 75e                  |
| 17                   | Marieke van Wanroij (NED)            | 66e                  |
| 18                   | Marianne Vos (NED) (route et chrono) | 1re                  |

| Gauss GAU | Gauss GAU                              | Gauss GAU |
| --------- | -------------------------------------- | --------- |
| Num       | Coureur                                | Pos       |
| 21        | Tatiana Antoshina (RUS)                | 5e        |
| 22        | Alessandra Borchi (ITA)                | 97e       |
| 23        | Christel Ferrier-Bruneau (FRA) (route) | 20e       |
| 24        | Sylwia Kapusta (POL)                   | 8e        |
| 25        | Elena Kuchinskaya (RUS)                | 49e       |
| 26        | Julia Martisova (RUS)                  | 55e       |
| 27        | Valentina Scandolara (ITA)             | NP-7      |
| 28        | Lorena Foresi (ITA)                    | 62e       |

| AA Drink-Leontien.nl LNL | AA Drink-Leontien.nl LNL   | AA Drink-Leontien.nl LNL |
| ------------------------ | -------------------------- | ------------------------ |
| Num                      | Coureur                    | Pos                      |
| 31                       | Trixi Worrack (GER)        | 46e                      |
| 32                       | Daphny van den Brand (NED) | 65e                      |
| 33                       | Chantal Blaak (NED)        | 43e                      |
| 34                       | Lucinda Brand (NED)        | 15e                      |
| 35                       | Irene van den Broek (NED)  | NP-10                    |
| 36                       | Linda Villumsen (NZL)      | 22e                      |
| 37                       | Heleen van Vliet (NED)     | 69e                      |
| 38                       | Marijn de Vries (NED)      | AB-9                     |

| Pays-Bas NED | Pays-Bas NED         | Pays-Bas NED |
| ------------ | -------------------- | ------------ |
| Num          | Coureur              | Pos          |
| 41           | Martine Bras         | 33e          |
| 42           | Amy Pieters          | 73e          |
| 43           | Petra Dijkman        | 37e          |
| 44           | Anna van der Breggen | 89e          |
| 45           | Esra Tromp           | 106e         |
| 46           | Roxane Knetemann     | 30e          |
| 47           | Anne De Wildt        | 57e          |
| 48           | Birgit Lavrijssen    | 90e          |

| Hitec Products-UCK HPU | Hitec Products-UCK HPU             | Hitec Products-UCK HPU |
| ---------------------- | ---------------------------------- | ---------------------- |
| Num                    | Coureur                            | Pos                    |
| 51                     | Emma Johansson (SWE) (route)       | 7e                     |
| 52                     | Sara Mustonen (SWE)                | 60e                    |
| 53                     | Tone Hatteland Lima (NOR)          | 102e                   |
| 54                     | Lise Hafsø Nøstvold (NOR)          | 42e                    |
| 55                     | Frøydis Meen Wærsted (NOR) (route) | NP-2                   |
| 56                     | Johanna Bergseth (NOR)             | 105e                   |
| 57                     | Tiffany Cromwell (AUS)             | 68e                    |

| HTC-Highroad Women TCW | HTC-Highroad Women TCW            | HTC-Highroad Women TCW |
| ---------------------- | --------------------------------- | ---------------------- |
| Num                    | Coureur                           | Pos                    |
| 61                     | Judith Arndt (GER) (chrono)       | 5e                     |
| 62                     | Charlotte Becker (GER)            | 86e                    |
| 63                     | Emilia Fahlin (SWE) (chrono)      | 74e                    |
| 64                     | Ally Stacher (USA)                | 82e                    |
| 65                     | Ina-Yoko Teutenberg (GER) (route) | 53e                    |
| 66                     | Evelyn Stevens (USA) (chrono)     | 41e                    |
| 67                     | Ellen van Dijk (NED)              | 94e                    |
| 68                     | Amanda Miller (USA)               | 19e                    |

| SC Michela Fanini Rox MIC | SC Michela Fanini Rox MIC            | SC Michela Fanini Rox MIC |
| ------------------------- | ------------------------------------ | ------------------------- |
| Num                       | Coureur                              | Pos                       |
| 71                        | Grete Treier (EST) (route et chrono) | 45e                       |
| 72                        | Martina Růžičková (CZE)              | NP-8                      |
| 73                        | Verónica Leal (MEX) (chrono)         | 47e                       |
| 74                        | Nina Ovcharenko (UKR)                | 34e                       |
| 75                        | Sara Grifi (ITA)                     | AB-7                      |
| 76                        | Małgorzata Jasińska (POL)            | NP-8                      |
| 77                        | Michal Ella (ISR) (route)            | 111e                      |
| 78                        | Karin Aune (SWE)                     | 56e                       |

| Top Girls-Fassa Bortolo TOG | Top Girls-Fassa Bortolo TOG | Top Girls-Fassa Bortolo TOG |
| --------------------------- | --------------------------- | --------------------------- |
| Num                         | Coureur                     | Pos                         |
| 81                          | Elena Berlato (ITA)         | 11e                         |
| 82                          | Valentina Carretta (ITA)    | 26e                         |
| 83                          | Jennifer Fiori (ITA)        | 52e                         |
| 84                          | Simona Frapporti (ITA)      | 87e                         |
| 85                          | Elisa Longo Borghini (ITA)  | 18e                         |
| 86                          | Bridie O'Donnell (AUS)      | 110e                        |
| 87                          | Silvia Valsecchi (ITA)      | 61e                         |
| 88                          | Gloria Presti (ITA)         | 88e                         |

| Vaiano Solaristech VAI | Vaiano Solaristech VAI         | Vaiano Solaristech VAI |
| ---------------------- | ------------------------------ | ---------------------- |
| Num                    | Coureur                        | Pos                    |
| 91                     | Valentina Bastianelli (ITA)    | 95e                    |
| 92                     | Irene Falorni (ITA)            | 109e                   |
| 93                     | Rasa Leleivytė (LTU) (route)   | 31e                    |
| 94                     | Urtė Juodvalkytė (LTU)         | 76e                    |
| 95                     | Simona Martini (ITA)           | 108e                   |
| 96                     | Kataržina Sosna (LTU) (chrono) | 81e                    |
| 97                     | Eleonora Spaliviero (ITA)      | 107e                   |
| 98                     | Flávia Oliveira (BRA)          | 24e                    |

| Colavita Forno d'Asolo FCL | Colavita Forno d'Asolo FCL       | Colavita Forno d'Asolo FCL |
| -------------------------- | -------------------------------- | -------------------------- |
| Num                        | Coureur                          | Pos                        |
| 101                        | Giorgia Bronzini (ITA) (route)   | 83e                        |
| 102                        | Giada Borgato (ITA)              | 91e                        |
| 103                        | Alessandra D'Ettorre (ITA)       | 59e                        |
| 104                        | Theresa Cliff-Ryan (USA)         | NP-7                       |
| 105                        | Heather Logan-Sprenger (CAN)     | 98e                        |
| 106                        | Andrea Dvorak (USA)              | 25e                        |
| 107                        | Tetyana Riabchenko (UKR) (route) | 23e                        |
| 108                        | Svetlana Pauliukaitė (LTU)       | AB-3                       |

| MCipollini-Giordana MCG | MCipollini-Giordana MCG | MCipollini-Giordana MCG |
| ----------------------- | ----------------------- | ----------------------- |
| Num                     | Coureur                 | Pos                     |
| 111                     | Nicole Cooke (GBR)      | 29e                     |
| 112                     | Tatiana Guderzo (ITA)   | 4e                      |
| 113                     | Rossella Callovi (ITA)  | AB-2                    |
| 114                     | Monia Baccaille (ITA)   | 44e                     |
| 115                     | Marta Bastianelli (ITA) | 77e                     |
| 116                     | Marta Tagliaferro (ITA) | NP-2                    |
| 117                     | Jennifer Hohl (SUI)     | 58e                     |
| 118                     | Fabiana Luperini (ITA)  | 12e                     |

| Lotto Honda LHT | Lotto Honda LHT                     | Lotto Honda LHT |
| --------------- | ----------------------------------- | --------------- |
| Num             | Coureur                             | Pos             |
| 121             | Rochelle Gilmore (AUS)              | NP-6            |
| 122             | Catherine Delfosse (BEL)            | 70e             |
| 123             | Ludivine Henrion (BEL)              | 71e             |
| 124             | Ashleigh Moolman (RSA)              | 13e             |
| 125             | Cherise Willeit (RSA) (chrono)      | 39e             |
| 126             | Marissa van der Merwe (RSA) (route) | 67e             |
| 127             | Joanna van de Winkel (RSA)          | 38e             |
| 128             | Vicki Whitelaw (AUS)                | 40e             |

| Bizkaia-Durango BPD | Bizkaia-Durango BPD           | Bizkaia-Durango BPD |
| ------------------- | ----------------------------- | ------------------- |
| Num                 | Coureur                       | Pos                 |
| 131                 | Shara Gillow (AUS) (chrono)   | 9e                  |
| 132                 | Davina Summers (AUS)          | 112e                |
| 133                 | Monica Hernandez (MEX)        | AB-7                |
| 134                 | Polona Batagelj (SLO) (route) | 21e                 |
| 135                 | Ruth Corset (AUS)             | 6e                  |
| 136                 | Cristina Alcalde (ESP)        | 48e                 |
| 137                 | Ana Garcia (ESP)              | AB-8                |

| Garmin-Cervélo CWT | Garmin-Cervélo CWT                    | Garmin-Cervélo CWT |
| ------------------ | ------------------------------------- | ------------------ |
| Num                | Coureur                               | Pos                |
| 141                | Lizzie Armitstead (GBR) (route)       | AB-3               |
| 142                | Jessie Daams (BEL)                    | 27e                |
| 143                | Sharon Laws (GBR)                     | 17e                |
| 144                | Lucy Martin (GBR)                     | NP-6               |
| 145                | Emma Pooley (GBR) (chrono)            | 2e                 |
| 146                | Carla Ryan (AUS)                      | 28e                |
| 147                | Iris Slappendel (NED)                 | 79e                |
| 148                | Noemi Cantele (ITA) (route et chrono) | 36e                |

| Kleo Ladies KLT | Kleo Ladies KLT            | Kleo Ladies KLT |
| --------------- | -------------------------- | --------------- |
| Num             | Coureur                    | Pos             |
| 151             | Tania Belvederesi (ITA)    | 103e            |
| 152             | Chiara Bortolus (ITA)      | 104e            |
| 153             | Martina Corazza (ITA)      | 85e             |
| 154             | Chiara Nadalutti (ITA)     | 101e            |
| 155             | Angela McClure (AUS)       | 93e             |
| 156             | Andrea Graus (AUT) (route) | 32e             |
| 157             | Francesca Tognali (ITA)    | 80e             |
| 158             | Annalisa Cucinotta (ITA)   | 96e             |

| Topsport Vlaanderen 2012-Ridley VLL | Topsport Vlaanderen 2012-Ridley VLL | Topsport Vlaanderen 2012-Ridley VLL |
| ----------------------------------- | ----------------------------------- | ----------------------------------- |
| Num                                 | Coureur                             | Pos                                 |
| 161                                 | Ine Beyen (BEL)                     | 99e                                 |
| 162                                 | Liesbet De Vocht (BEL)              | 64e                                 |
| 163                                 | Latoya Brulee (BEL)                 | 100e                                |
| 164                                 | Kaat Hannes (BEL)                   | NP-7                                |
| 165                                 | Maaike Polspoel (BEL)               | 35e                                 |
| 166                                 | Grace Verbeke (BEL) (chrono)        | NP-8                                |
| 167                                 | Els Belmans (BEL)                   | 113e                                |
| 168                                 | Annelies Van Doorslaer (BEL)        | NP-7                                |

| Diadora-Pasta Zara DPZ | Diadora-Pasta Zara DPZ  | Diadora-Pasta Zara DPZ |
| ---------------------- | ----------------------- | ---------------------- |
| Num                    | Coureur                 | Pos                    |
| 1                      | Mara Abbott (USA)       | 10e                    |
| 2                      | Claudia Häusler (GER)   | 16e                    |
| 3                      | Inga Čilvinaitė (LTU)   | 63e                    |
| 4                      | Rachel Neylan (AUS)     | AB-10                  |
| 5                      | Shelley Olds (USA)      | AB-3                   |
| 6                      | Eleonora Patuzzo (ITA)  | 78e                    |
| 7                      | Amber Pierce (USA)      | 72e                    |
| 8                      | Olga Zabelinskaïa (RUS) | 14e                    |

| Nederland Bloeit NLB | Nederland Bloeit NLB                 | Nederland Bloeit NLB |
| -------------------- | ------------------------------------ | -------------------- |
| Num                  | Coureur                              | Pos                  |
| 11                   | Sarah Düster (GER)                   | 92e                  |
| 12                   | Émilie Aubry (SUI)                   | 84e                  |
| 13                   | Patricia Schwager (SUI)              | 54e                  |
| 14                   | Noortje Tabak (NED)                  | 50e                  |
| 15                   | Loes Gunnewijk (NED)                 | 51e                  |
| 16                   | Annemiek van Vleuten (NED)           | 75e                  |
| 17                   | Marieke van Wanroij (NED)            | 66e                  |
| 18                   | Marianne Vos (NED) (route et chrono) | 1re                  |

| Gauss GAU | Gauss GAU                              | Gauss GAU |
| --------- | -------------------------------------- | --------- |
| Num       | Coureur                                | Pos       |
| 21        | Tatiana Antoshina (RUS)                | 5e        |
| 22        | Alessandra Borchi (ITA)                | 97e       |
| 23        | Christel Ferrier-Bruneau (FRA) (route) | 20e       |
| 24        | Sylwia Kapusta (POL)                   | 8e        |
| 25        | Elena Kuchinskaya (RUS)                | 49e       |
| 26        | Julia Martisova (RUS)                  | 55e       |
| 27        | Valentina Scandolara (ITA)             | NP-7      |
| 28        | Lorena Foresi (ITA)                    | 62e       |

| AA Drink-Leontien.nl LNL | AA Drink-Leontien.nl LNL   | AA Drink-Leontien.nl LNL |
| ------------------------ | -------------------------- | ------------------------ |
| Num                      | Coureur                    | Pos                      |
| 31                       | Trixi Worrack (GER)        | 46e                      |
| 32                       | Daphny van den Brand (NED) | 65e                      |
| 33                       | Chantal Blaak (NED)        | 43e                      |
| 34                       | Lucinda Brand (NED)        | 15e                      |
| 35                       | Irene van den Broek (NED)  | NP-10                    |
| 36                       | Linda Villumsen (NZL)      | 22e                      |
| 37                       | Heleen van Vliet (NED)     | 69e                      |
| 38                       | Marijn de Vries (NED)      | AB-9                     |

| Pays-Bas NED | Pays-Bas NED         | Pays-Bas NED |
| ------------ | -------------------- | ------------ |
| Num          | Coureur              | Pos          |
| 41           | Martine Bras         | 33e          |
| 42           | Amy Pieters          | 73e          |
| 43           | Petra Dijkman        | 37e          |
| 44           | Anna van der Breggen | 89e          |
| 45           | Esra Tromp           | 106e         |
| 46           | Roxane Knetemann     | 30e          |
| 47           | Anne De Wildt        | 57e          |
| 48           | Birgit Lavrijssen    | 90e          |

| Hitec Products-UCK HPU | Hitec Products-UCK HPU             | Hitec Products-UCK HPU |
| ---------------------- | ---------------------------------- | ---------------------- |
| Num                    | Coureur                            | Pos                    |
| 51                     | Emma Johansson (SWE) (route)       | 7e                     |
| 52                     | Sara Mustonen (SWE)                | 60e                    |
| 53                     | Tone Hatteland Lima (NOR)          | 102e                   |
| 54                     | Lise Hafsø Nøstvold (NOR)          | 42e                    |
| 55                     | Frøydis Meen Wærsted (NOR) (route) | NP-2                   |
| 56                     | Johanna Bergseth (NOR)             | 105e                   |
| 57                     | Tiffany Cromwell (AUS)             | 68e                    |

| HTC-Highroad Women TCW | HTC-Highroad Women TCW            | HTC-Highroad Women TCW |
| ---------------------- | --------------------------------- | ---------------------- |
| Num                    | Coureur                           | Pos                    |
| 61                     | Judith Arndt (GER) (chrono)       | 5e                     |
| 62                     | Charlotte Becker (GER)            | 86e                    |
| 63                     | Emilia Fahlin (SWE) (chrono)      | 74e                    |
| 64                     | Ally Stacher (USA)                | 82e                    |
| 65                     | Ina-Yoko Teutenberg (GER) (route) | 53e                    |
| 66                     | Evelyn Stevens (USA) (chrono)     | 41e                    |
| 67                     | Ellen van Dijk (NED)              | 94e                    |
| 68                     | Amanda Miller (USA)               | 19e                    |

| SC Michela Fanini Rox MIC | SC Michela Fanini Rox MIC            | SC Michela Fanini Rox MIC |
| ------------------------- | ------------------------------------ | ------------------------- |
| Num                       | Coureur                              | Pos                       |
| 71                        | Grete Treier (EST) (route et chrono) | 45e                       |
| 72                        | Martina Růžičková (CZE)              | NP-8                      |
| 73                        | Verónica Leal (MEX) (chrono)         | 47e                       |
| 74                        | Nina Ovcharenko (UKR)                | 34e                       |
| 75                        | Sara Grifi (ITA)                     | AB-7                      |
| 76                        | Małgorzata Jasińska (POL)            | NP-8                      |
| 77                        | Michal Ella (ISR) (route)            | 111e                      |
| 78                        | Karin Aune (SWE)                     | 56e                       |

| Top Girls-Fassa Bortolo TOG | Top Girls-Fassa Bortolo TOG | Top Girls-Fassa Bortolo TOG |
| --------------------------- | --------------------------- | --------------------------- |
| Num                         | Coureur                     | Pos                         |
| 81                          | Elena Berlato (ITA)         | 11e                         |
| 82                          | Valentina Carretta (ITA)    | 26e                         |
| 83                          | Jennifer Fiori (ITA)        | 52e                         |
| 84                          | Simona Frapporti (ITA)      | 87e                         |
| 85                          | Elisa Longo Borghini (ITA)  | 18e                         |
| 86                          | Bridie O'Donnell (AUS)      | 110e                        |
| 87                          | Silvia Valsecchi (ITA)      | 61e                         |
| 88                          | Gloria Presti (ITA)         | 88e                         |

| Vaiano Solaristech VAI | Vaiano Solaristech VAI         | Vaiano Solaristech VAI |
| ---------------------- | ------------------------------ | ---------------------- |
| Num                    | Coureur                        | Pos                    |
| 91                     | Valentina Bastianelli (ITA)    | 95e                    |
| 92                     | Irene Falorni (ITA)            | 109e                   |
| 93                     | Rasa Leleivytė (LTU) (route)   | 31e                    |
| 94                     | Urtė Juodvalkytė (LTU)         | 76e                    |
| 95                     | Simona Martini (ITA)           | 108e                   |
| 96                     | Kataržina Sosna (LTU) (chrono) | 81e                    |
| 97                     | Eleonora Spaliviero (ITA)      | 107e                   |
| 98                     | Flávia Oliveira (BRA)          | 24e                    |

| Colavita Forno d'Asolo FCL | Colavita Forno d'Asolo FCL       | Colavita Forno d'Asolo FCL |
| -------------------------- | -------------------------------- | -------------------------- |
| Num                        | Coureur                          | Pos                        |
| 101                        | Giorgia Bronzini (ITA) (route)   | 83e                        |
| 102                        | Giada Borgato (ITA)              | 91e                        |
| 103                        | Alessandra D'Ettorre (ITA)       | 59e                        |
| 104                        | Theresa Cliff-Ryan (USA)         | NP-7                       |
| 105                        | Heather Logan-Sprenger (CAN)     | 98e                        |
| 106                        | Andrea Dvorak (USA)              | 25e                        |
| 107                        | Tetyana Riabchenko (UKR) (route) | 23e                        |
| 108                        | Svetlana Pauliukaitė (LTU)       | AB-3                       |

| MCipollini-Giordana MCG | MCipollini-Giordana MCG | MCipollini-Giordana MCG |
| ----------------------- | ----------------------- | ----------------------- |
| Num                     | Coureur                 | Pos                     |
| 111                     | Nicole Cooke (GBR)      | 29e                     |
| 112                     | Tatiana Guderzo (ITA)   | 4e                      |
| 113                     | Rossella Callovi (ITA)  | AB-2                    |
| 114                     | Monia Baccaille (ITA)   | 44e                     |
| 115                     | Marta Bastianelli (ITA) | 77e                     |
| 116                     | Marta Tagliaferro (ITA) | NP-2                    |
| 117                     | Jennifer Hohl (SUI)     | 58e                     |
| 118                     | Fabiana Luperini (ITA)  | 12e                     |

| Lotto Honda LHT | Lotto Honda LHT                     | Lotto Honda LHT |
| --------------- | ----------------------------------- | --------------- |
| Num             | Coureur                             | Pos             |
| 121             | Rochelle Gilmore (AUS)              | NP-6            |
| 122             | Catherine Delfosse (BEL)            | 70e             |
| 123             | Ludivine Henrion (BEL)              | 71e             |
| 124             | Ashleigh Moolman (RSA)              | 13e             |
| 125             | Cherise Willeit (RSA) (chrono)      | 39e             |
| 126             | Marissa van der Merwe (RSA) (route) | 67e             |
| 127             | Joanna van de Winkel (RSA)          | 38e             |
| 128             | Vicki Whitelaw (AUS)                | 40e             |

| Bizkaia-Durango BPD | Bizkaia-Durango BPD           | Bizkaia-Durango BPD |
| ------------------- | ----------------------------- | ------------------- |
| Num                 | Coureur                       | Pos                 |
| 131                 | Shara Gillow (AUS) (chrono)   | 9e                  |
| 132                 | Davina Summers (AUS)          | 112e                |
| 133                 | Monica Hernandez (MEX)        | AB-7                |
| 134                 | Polona Batagelj (SLO) (route) | 21e                 |
| 135                 | Ruth Corset (AUS)             | 6e                  |
| 136                 | Cristina Alcalde (ESP)        | 48e                 |
| 137                 | Ana Garcia (ESP)              | AB-8                |

| Garmin-Cervélo CWT | Garmin-Cervélo CWT                    | Garmin-Cervélo CWT |
| ------------------ | ------------------------------------- | ------------------ |
| Num                | Coureur                               | Pos                |
| 141                | Lizzie Armitstead (GBR) (route)       | AB-3               |
| 142                | Jessie Daams (BEL)                    | 27e                |
| 143                | Sharon Laws (GBR)                     | 17e                |
| 144                | Lucy Martin (GBR)                     | NP-6               |
| 145                | Emma Pooley (GBR) (chrono)            | 2e                 |
| 146                | Carla Ryan (AUS)                      | 28e                |
| 147                | Iris Slappendel (NED)                 | 79e                |
| 148                | Noemi Cantele (ITA) (route et chrono) | 36e                |

| Kleo Ladies KLT | Kleo Ladies KLT            | Kleo Ladies KLT |
| --------------- | -------------------------- | --------------- |
| Num             | Coureur                    | Pos             |
| 151             | Tania Belvederesi (ITA)    | 103e            |
| 152             | Chiara Bortolus (ITA)      | 104e            |
| 153             | Martina Corazza (ITA)      | 85e             |
| 154             | Chiara Nadalutti (ITA)     | 101e            |
| 155             | Angela McClure (AUS)       | 93e             |
| 156             | Andrea Graus (AUT) (route) | 32e             |
| 157             | Francesca Tognali (ITA)    | 80e             |
| 158             | Annalisa Cucinotta (ITA)   | 96e             |

| Topsport Vlaanderen 2012-Ridley VLL | Topsport Vlaanderen 2012-Ridley VLL | Topsport Vlaanderen 2012-Ridley VLL |
| ----------------------------------- | ----------------------------------- | ----------------------------------- |
| Num                                 | Coureur                             | Pos                                 |
| 161                                 | Ine Beyen (BEL)                     | 99e                                 |
| 162                                 | Liesbet De Vocht (BEL)              | 64e                                 |
| 163                                 | Latoya Brulee (BEL)                 | 100e                                |
| 164                                 | Kaat Hannes (BEL)                   | NP-7                                |
| 165                                 | Maaike Polspoel (BEL)               | 35e                                 |
| 166                                 | Grace Verbeke (BEL) (chrono)        | NP-8                                |
| 167                                 | Els Belmans (BEL)                   | 113e                                |
| 168                                 | Annelies Van Doorslaer (BEL)        | NP-7                                |

Source,. Les dossards ne sont pas sourcés, mais semblent justes.

## Médias
La Rai retransmet un résumé quotidien d'une heure environ. Il est commenté par Piergiorgio Severini et Silvio Martinello. La chaîne britannique Sky Channel 866 retransmet le même résumé avec pour commentateur Danilo Gioia.

### Vidéos
| - (it) « Giro Donne 2011 - Stage 1 », sur you tube (consulté le 23 janvier 2021) - (it) « Giro Donne 2011 - Stage 2 », sur you tube (consulté le 23 janvier 2021) - (it) « Giro Donne 2011 - Stage 3 », sur you tube (consulté le 23 janvier 2021) - (it) « Giro Donne 2011 - Stage 4 », sur you tube (consulté le 23 janvier 2021) - (it) « Giro Donne 2011 - Stage 5 », sur you tube (consulté le 23 janvier 2021) | - (it) « Giro Donne 2011 - Stage 6 », sur you tube (consulté le 23 janvier 2021) - (it) « Giro Donne 2011 - Stage 7 », sur you tube (consulté le 20 janvier 2021) - (it) « Giro Donne 2011 - Stage 8 », sur you tube (consulté le 20 janvier 2021) - (it) « Giro Donne 2011 - Stage 9 », sur you tube (consulté le 20 janvier 2021) - (it) « Giro Donne 2011 - Stage 10 », sur you tube (consulté le 20 janvier 2021) |

### Autre
- (it) Site officiel